# Бытовой жанр
Бытовой жанр (фр. genre, (нем. Sittenbild — изображение обычаев, нравов) — жанр изобразительного искусства, предметом которого является изображение сцен повседневной, частной и общественной жизни, обычно современной художнику. Бытовой жанр, согласно академическому определению, — «один из традиционных жанров изобразительного искусства, определяемый кругом тем и сюжетов из повседневной и общественной жизни человека».
В русской литературе и художественной критике XIX века использовали просторечия — сокращённые определения: «жанр», «жанровая живопись», соответственно: «художник-жанрист». В наше время такие определения рассматриваются в качестве архаизмов.
Изображения бытового жанра преимущественно небольших размеров встречаются во всех основных видах изобразительного искусства, однако более всего в живописи и графике: рисунке, гравюре, акварели, а также в декоративных росписях, мозаике. Практически не встречается в скульптуре (редко в рельефе) из-за ограниченности возможностей передачи пространства и предметно-пространственной среды в этом виде искусства. В архитектуре аналогом бытового жанра можно считать функциональные разновидности: жилой дом, жилой интерьер, подсобные помещения.
Бытовые сцены изображали ещё в античности, но они выделялись в отдельный жанр лишь в эпоху Возрождения и постренессансного искусства, особенно в искусстве стран Северной Европы: Голландии и Фландрии XVII века, в связи с общими морфологическими процессами самоопределения родов, видов, разновидностей и жанров искусства. Расцвет бытового жанра Нового времени связан с ростом демократических и реалистических художественных тенденций, с обращением художников к народной жизни и деятельности простых людей. Однако границы предмета бытового жанра исторически подвижны ввиду постоянного взаимодействия и рождения смешанных жанровых разновидностей, соединяющих элементы исторического и мифологического жанров, портрета, пейзажа, изображения жилого интерьера.

## История развития

### Истоки

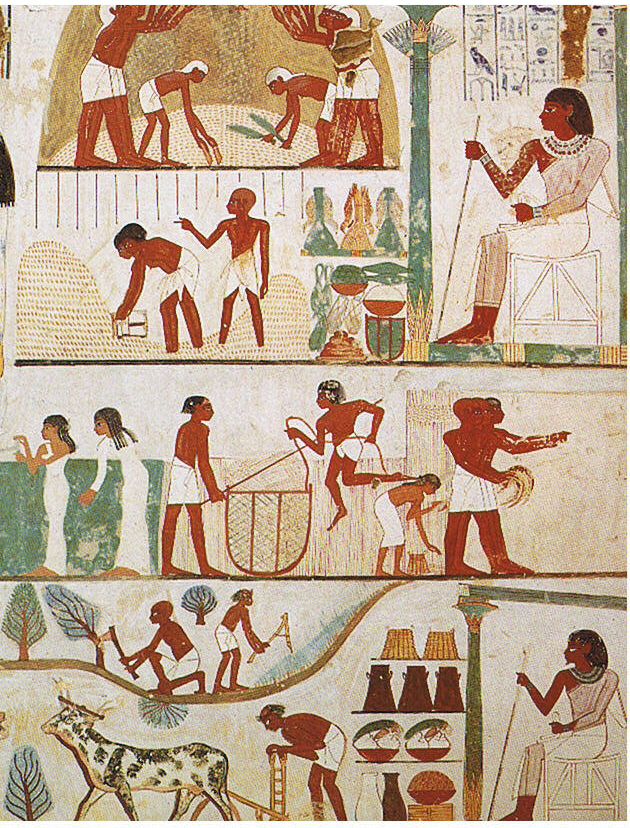
Стенопись с бытовыми сценами. Погребальная кладовая Накта, Древний Египет

Бытовой жанр возник ещё в эпоху европейской античности. Но задолго до искусства Древней Греции сцены повседневной жизни воспроизводили в архаическом искусстве стран Ближнего Востока и в Древнем Египте. В стенописи погребальных камер древнеегипетских захоронений часто встречаются изображения бытовых сцен, хотя они и занимают подчинённое место в религиозных композициях. Уже в искусстве Древнего Египта бытовые сцены встречаются и в живописи, и в скульптуре, и даже на обломках керамических сосудов.

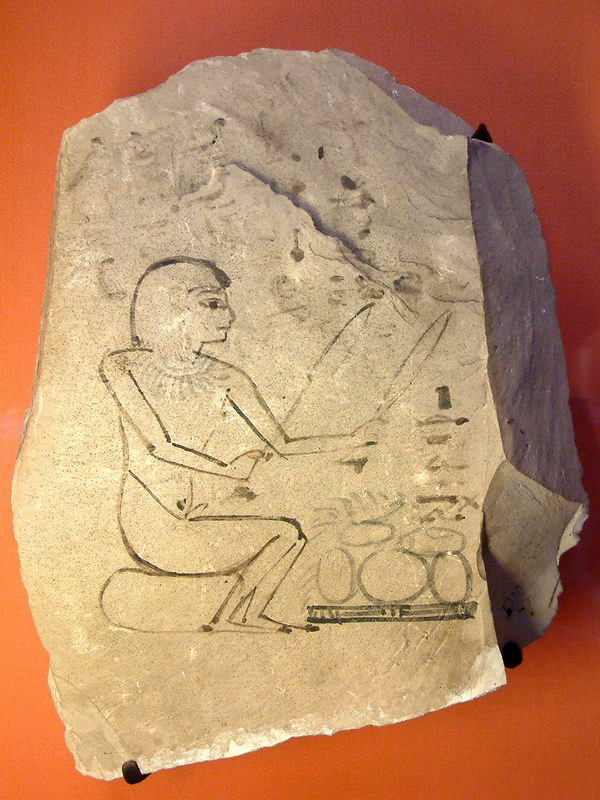
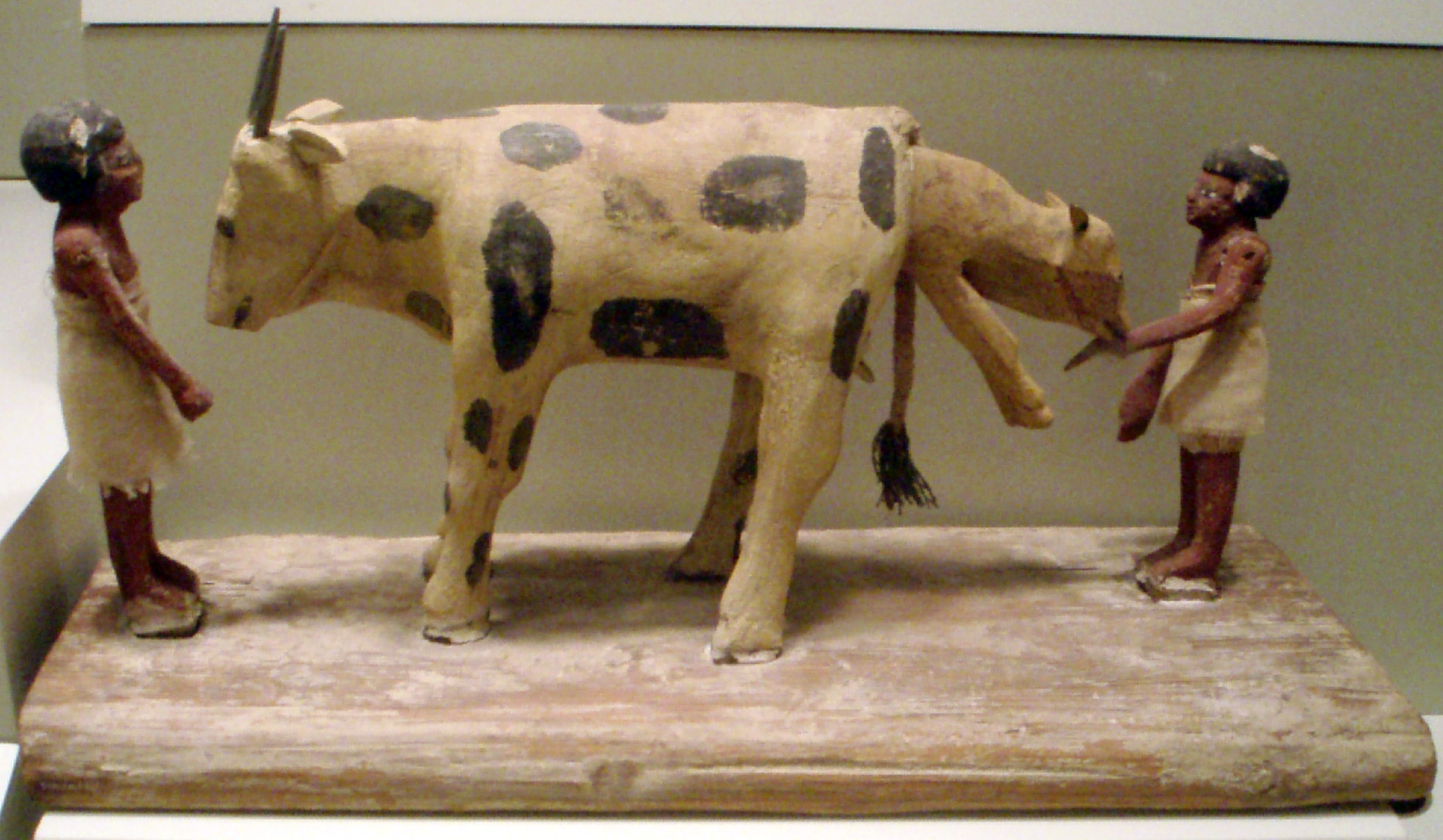
Новорождённый телёнок, мелкая пластика из захоронения
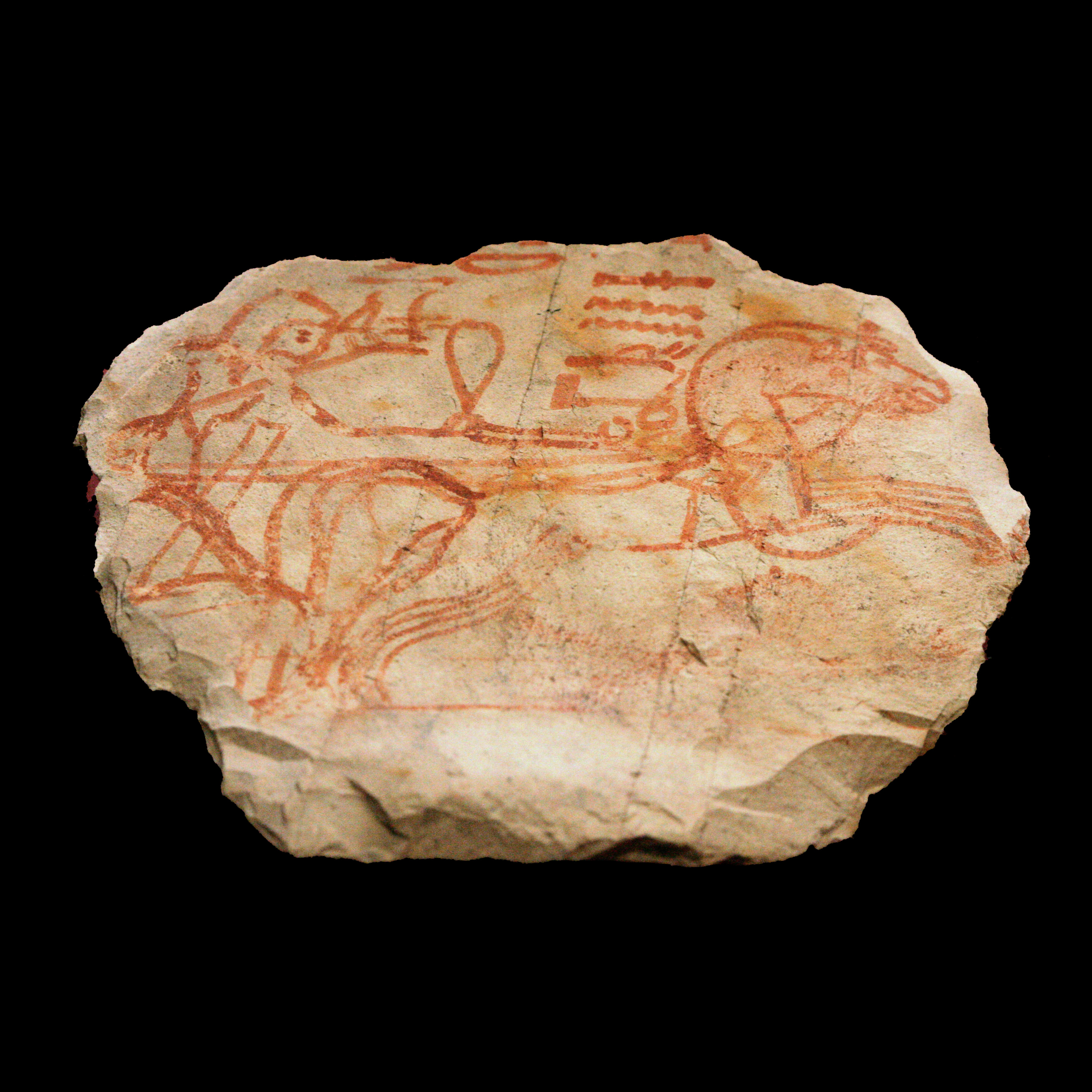
Осколок керамической вазы с рисунком колесницы, Лувр.
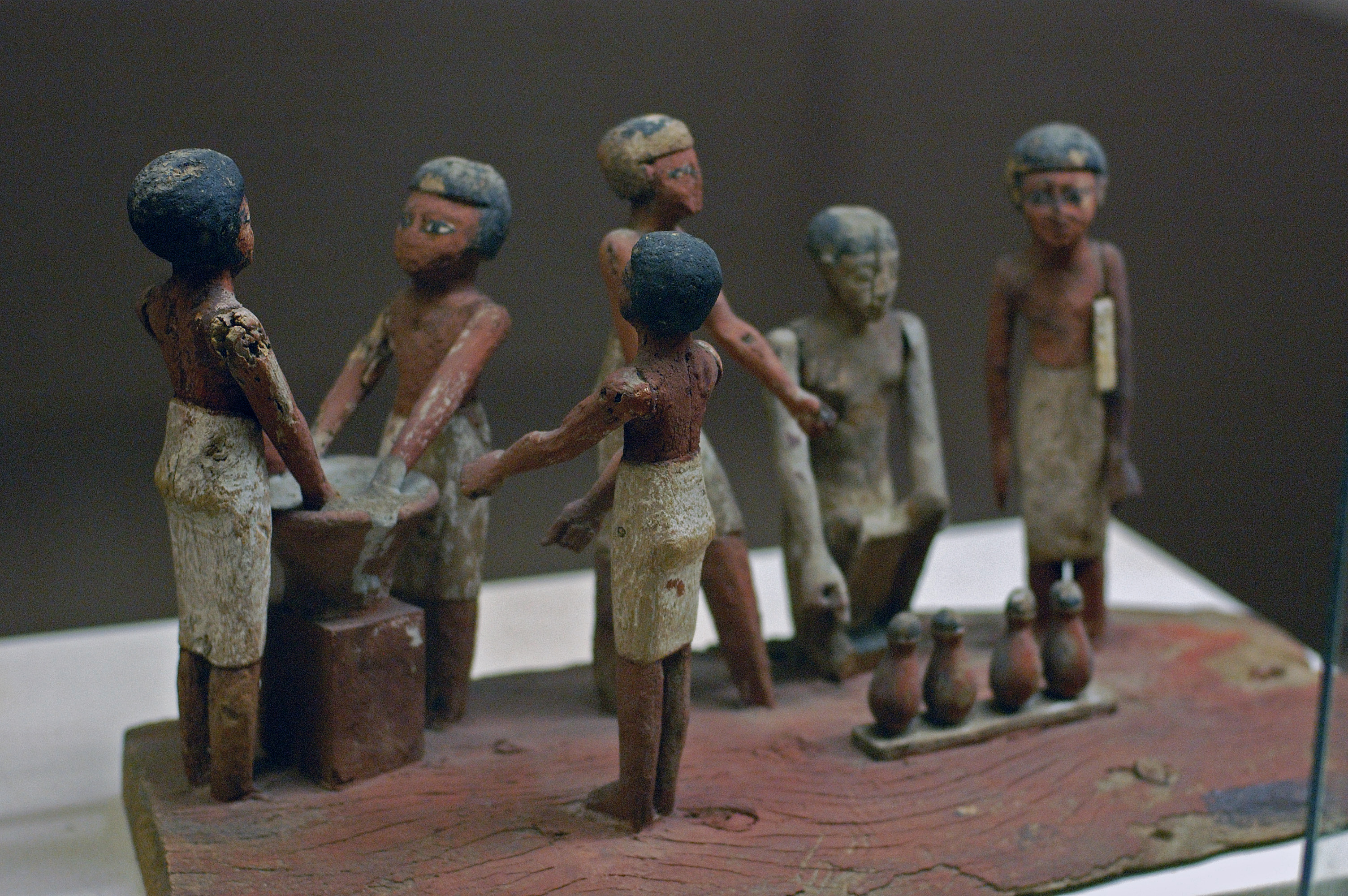
Варение пива, мелкая пластика из захоронения

## Древнегреческая вазопись
Мастерские образцы бытовых сцен созданы художниками Древней Греции в вазописи. Бытовой жанр был развит и в тогдашней живописи, но до нашего времени дошли случайные его образцы. Широкое использование вазописи частично отразило и бытовые сцены, которые встречались в живописи, и создало собственные его образцы (мастер Евфроний, пелика «Смотри, ласточка!», Эрмитаж; мастер Эксекий, «Дионис на пиратской лодке»; мастер Евфимид, «Сборы воина в поход», Мюнхен). Наблюдение за бытом современников и смелость в воспроизведении бытовых сцен обусловили чрезвычайное многообразие сцен, созданных вазописцами — от воодушевлённого пения актёра в роли Аполлона до эротических сцен и неприятных последствий пьянства на недавней вечеринке (мастер Бриг, киликс, Вюрцбург, университетский музей).

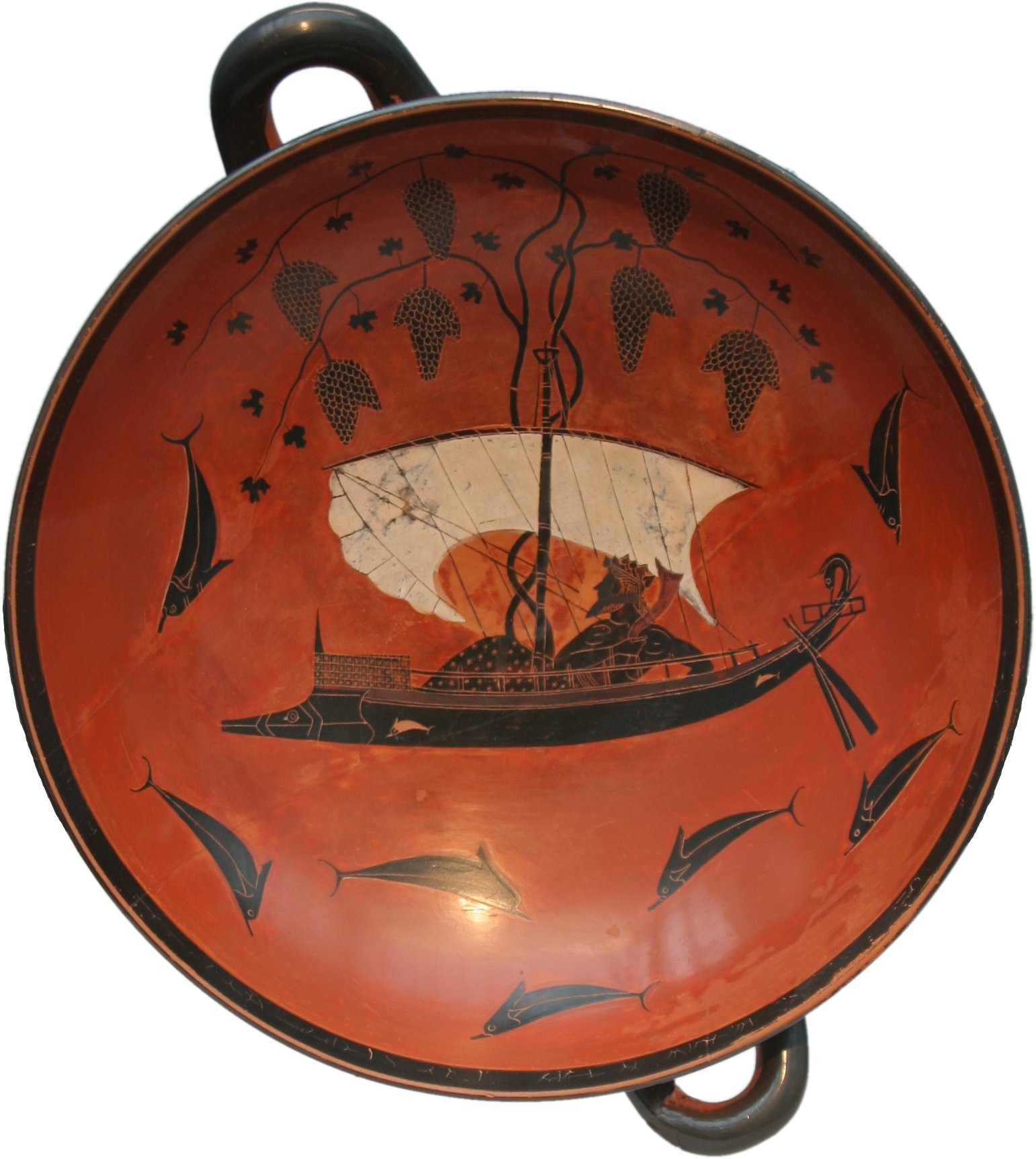
Мастер Эксекий, «Дионис на пиратской лодке»
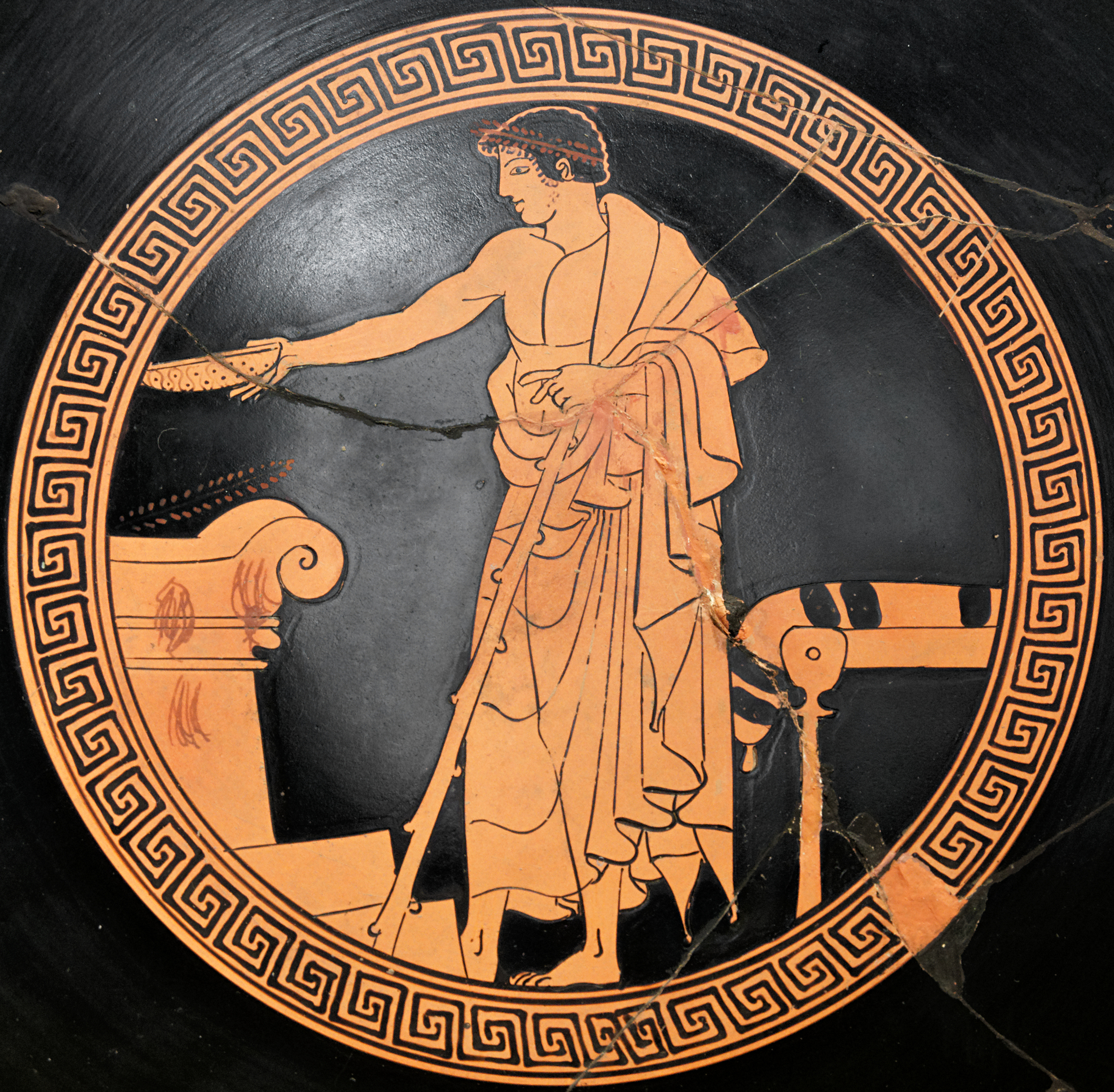
Жертвоприношение вином, 480 г. до н. э. Лувр
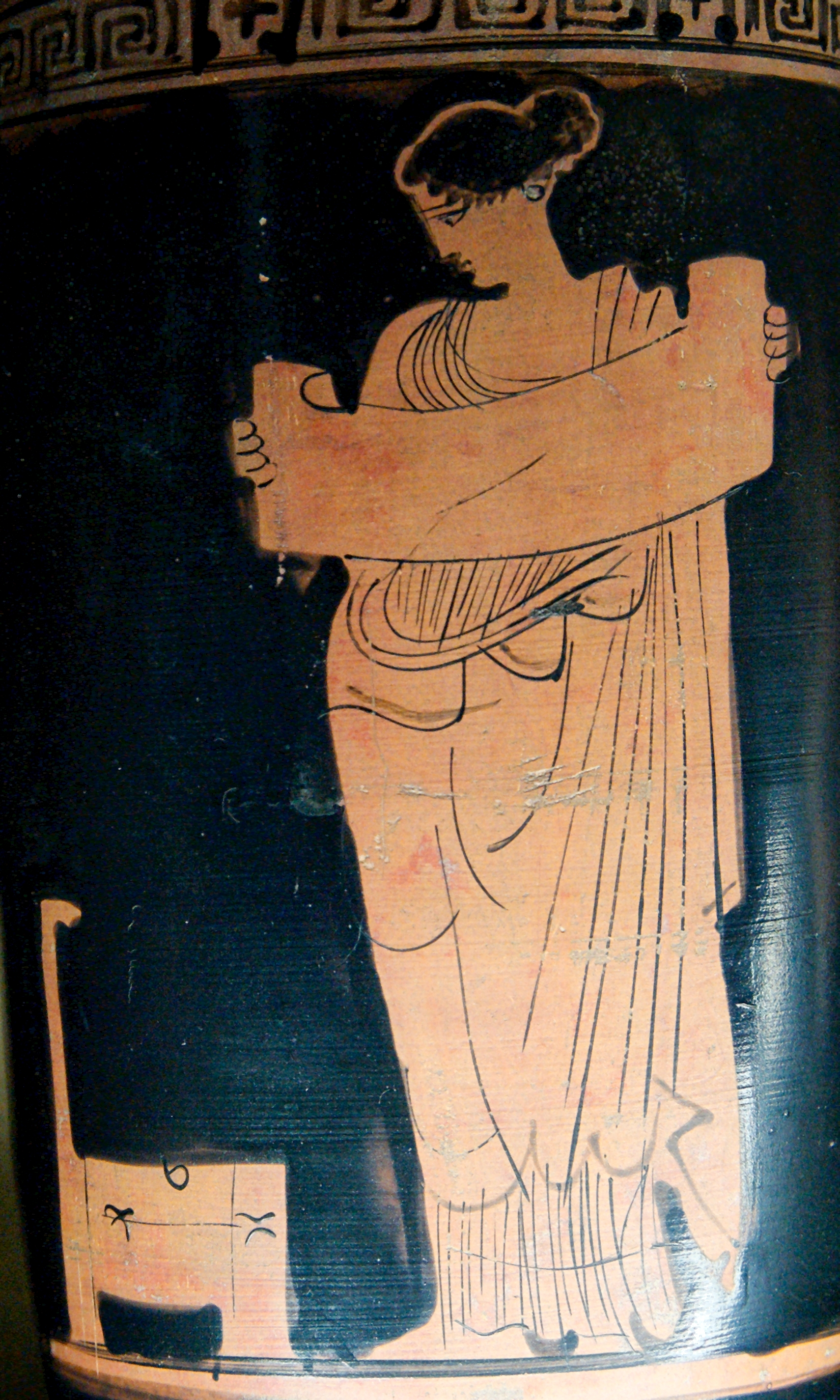
Муза читает свиток, лекиф, Лувр
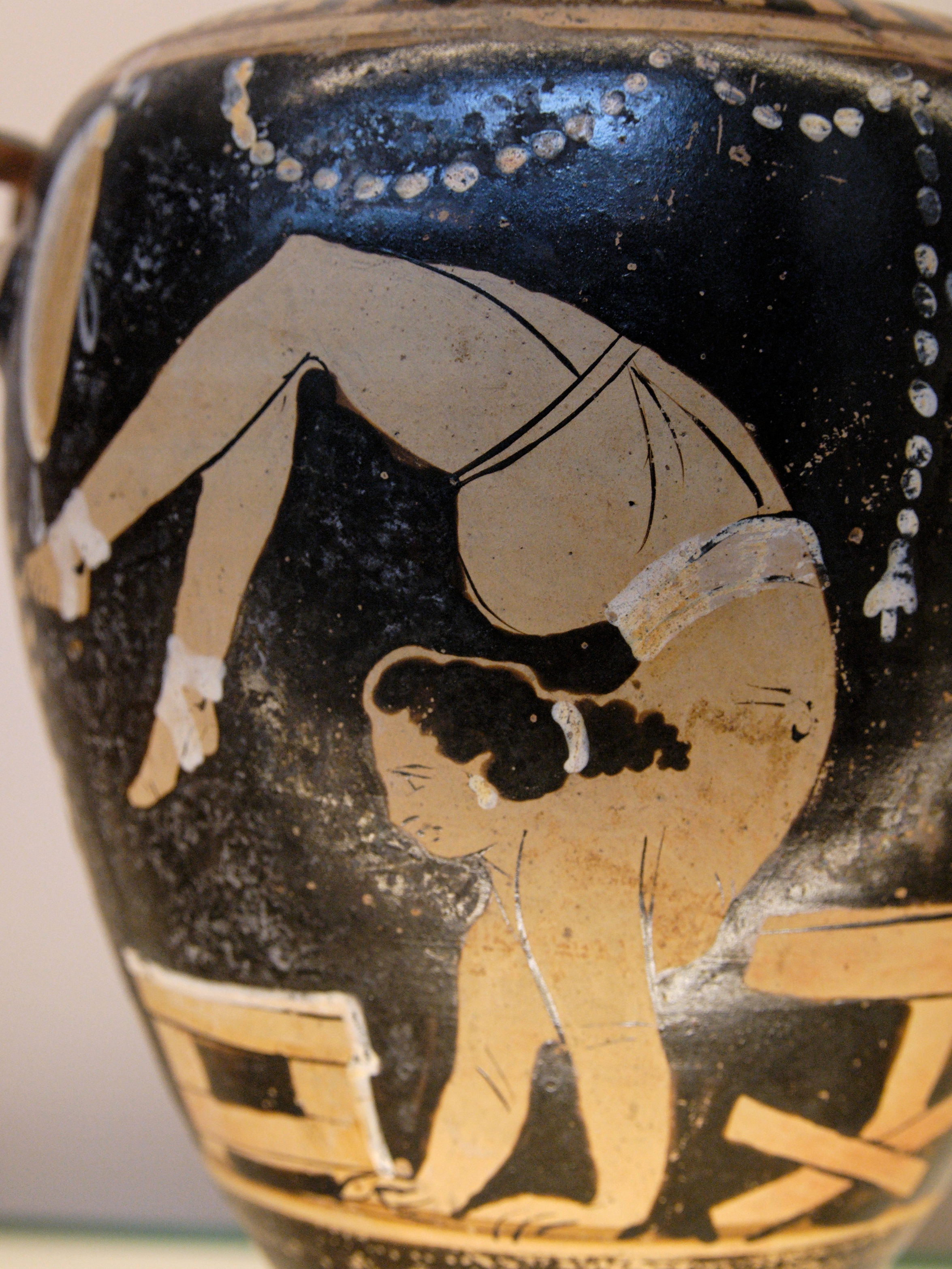
Акробатка, гидрия, Британский музей, Лондон

## Бытовой жанр стран Востока

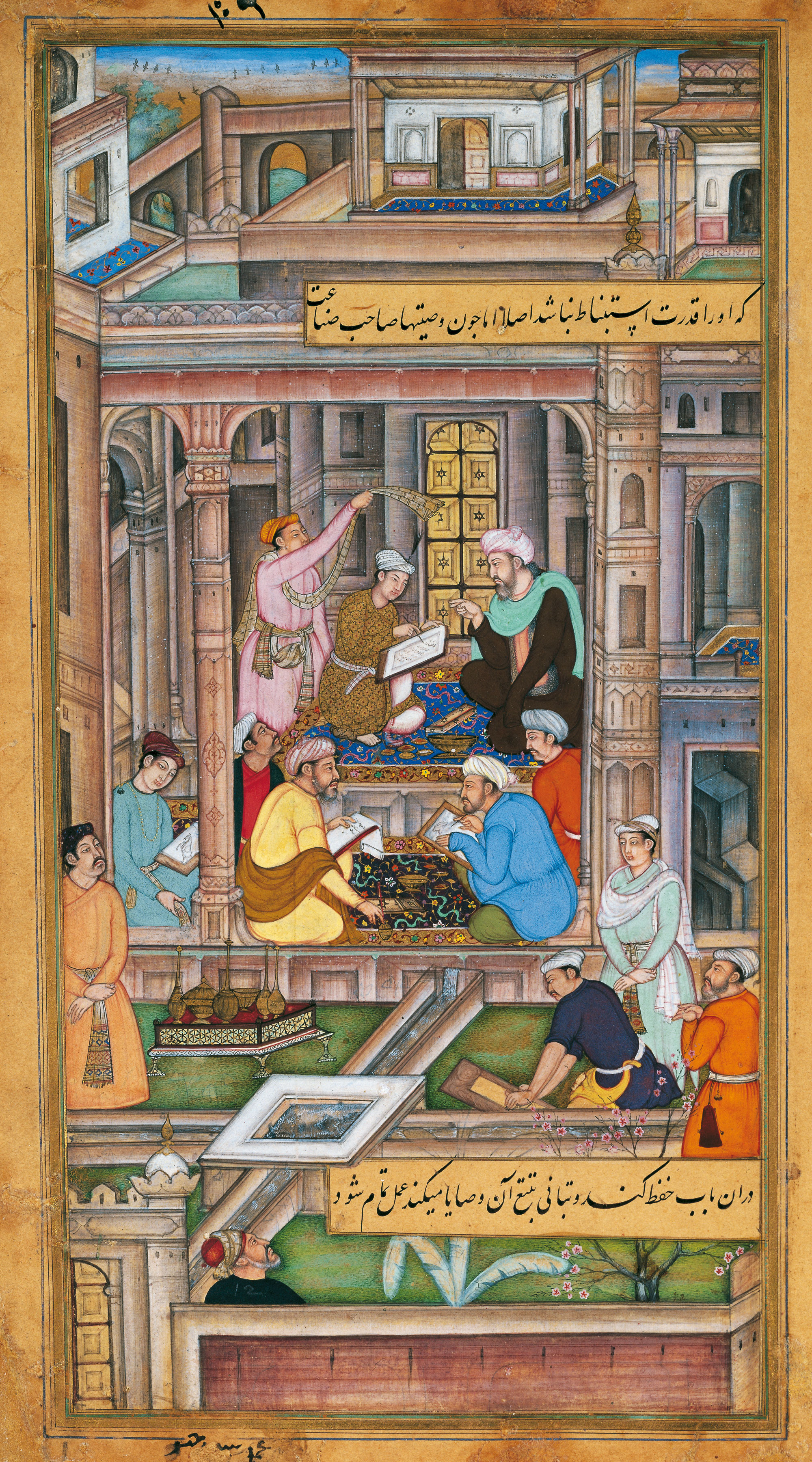
Мастерская каллиграфов и мастеров миниатюры, 1590—1595 гг.

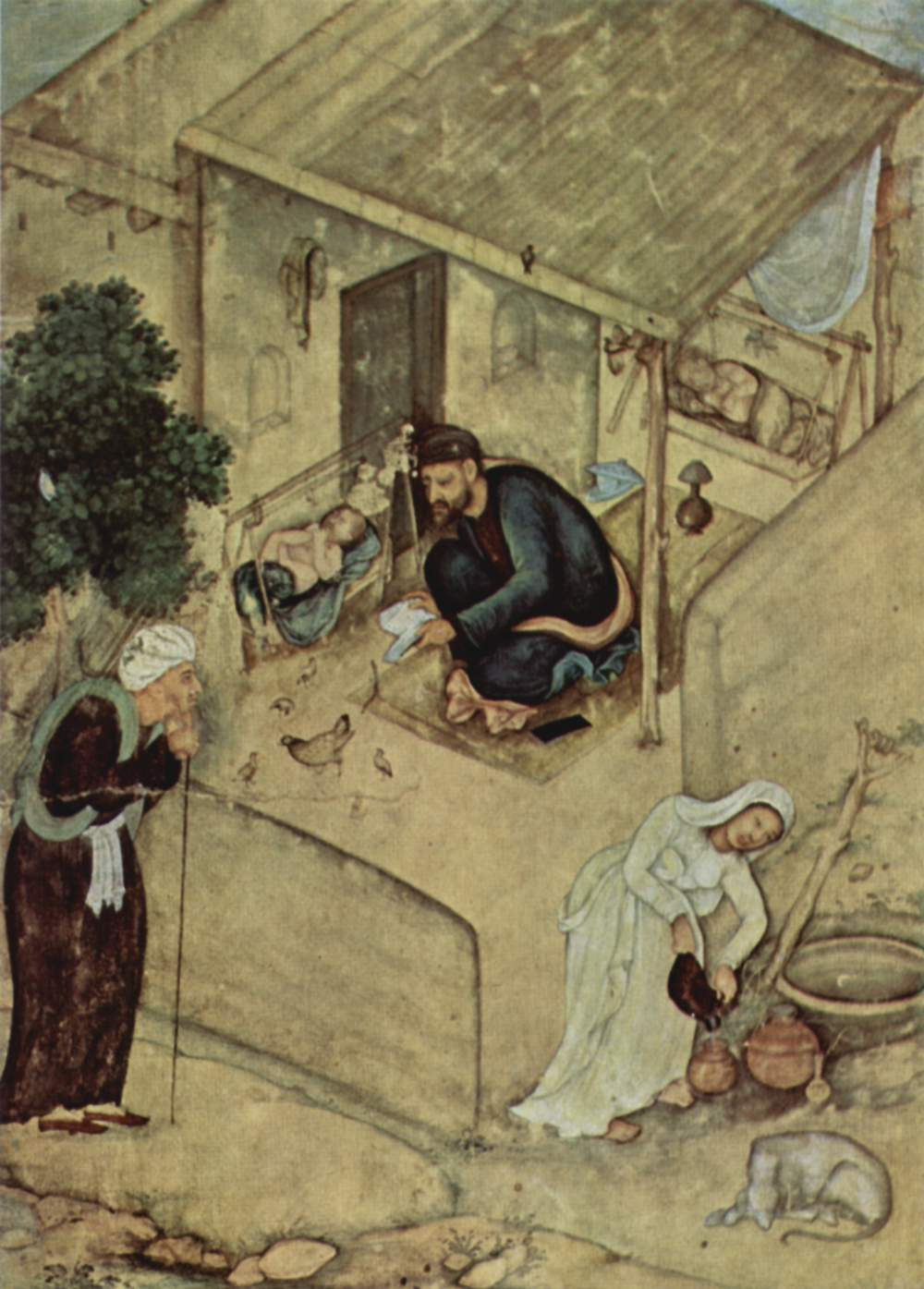
Аноним из Индии, бытовая сцена, 1603 г.

Бытовой жанр известен и в искусстве стран Востока. Первые бытовые зарисовки появились в живописи Китая с IV в. н. э., хотя и имели поучительный, дидактический характер в пределах религиозно-философских идей. В период Тан (VII—X вв н. э.) сформировались школы китайской жанровой живописи. Известны и тогдашние художники-жанристи (Янь Ли-бэнь, Хань Хуан, Чжоу Фан), хотя в их произведениях преобладали бытовые сцены императорского двора. В период Сун (X—XIII вв н. э.) китайские художники-жанристы (Ли Тан, Су Хань-чень) создают и сцены народного быта в картинах, интересные своей юмористической окраской или уважительным отношением. Примерно так же шло развитие бытового жанра в живописи Японии и Кореи, на искусство которых имела значительное влияние живопись Китая и её образцы.
Имел своё распространение бытовой жанр и в искусстве арабоязычных стран средневековья, который опирался на мощную местную культуру народов. Прежде всего это касалось Египта, Индии и Персии (Ирана). Мастера этих стран решались частично игнорировать мусульманский запрет на создание фигуративных изображений.
Часть средневековых рукописей того времени украшена миниатюрами, художественная ценность которых была высокой. Индийская, персидская средневековая миниатюра тоже оказалась смелой в воспроизведении как религиозно-мифологических, так и бытовых сцен (миниатюры к «Шахнаме», Искандер и китайский император, сватовство сыновей Фаридуна к дочерям обладателя Эмена; миниатюры к трактатам Авиценны; миниатюры к рукописи Алишера Навои «Чудеса детства» — поэт слушает музыкантов вместе с друзьями; миниатюры к легендам о Байдаре с музыкантом; миниатюра «Учёный на лекции с учениками» из рукописи «Макамат» XIII в.). Художники рисуют не только сцены придворной жизни, хотя часто вынуждены работать на восточных тиранов.

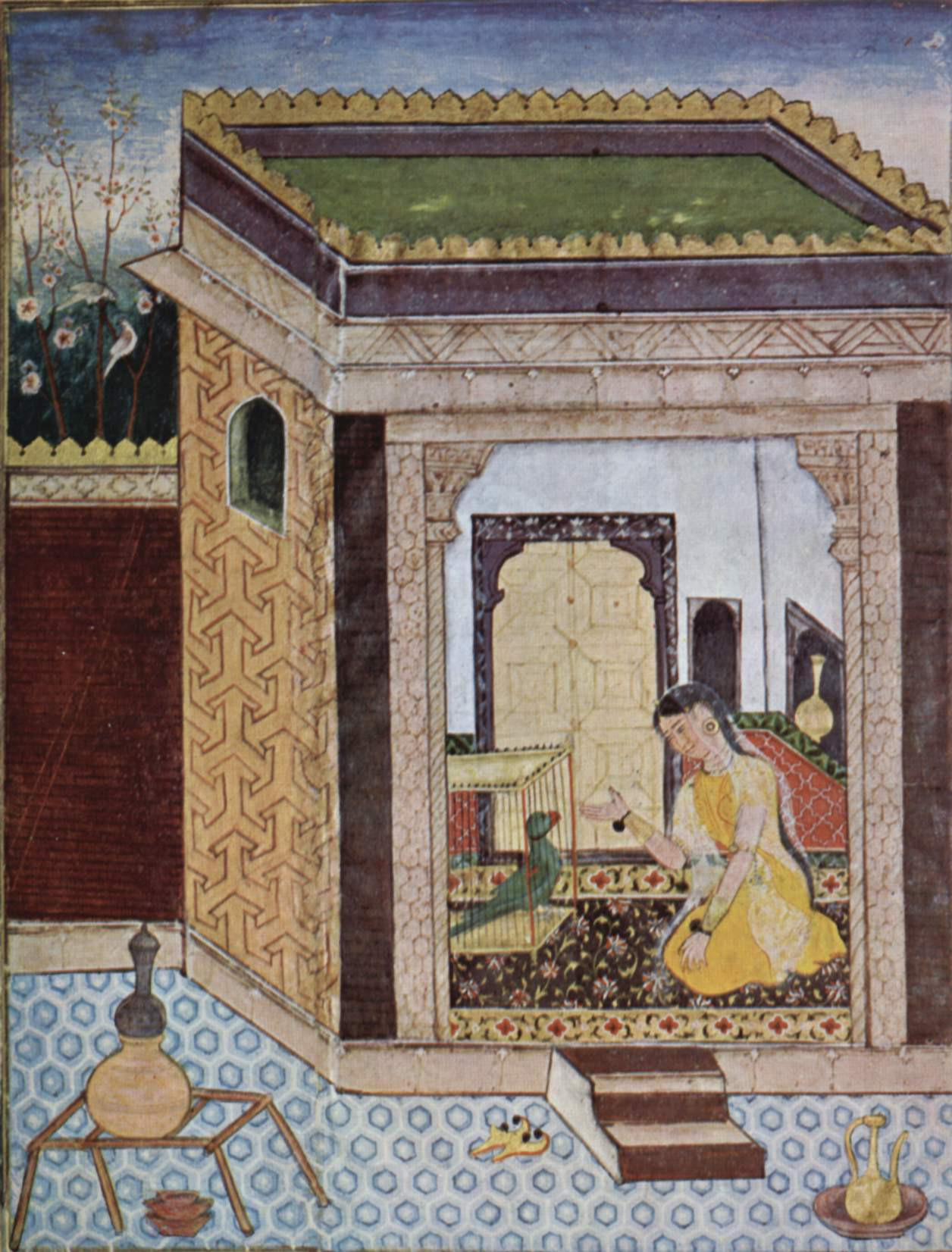
Аноним из Индии, «Женщина с попугаем», начало 1580 гг.
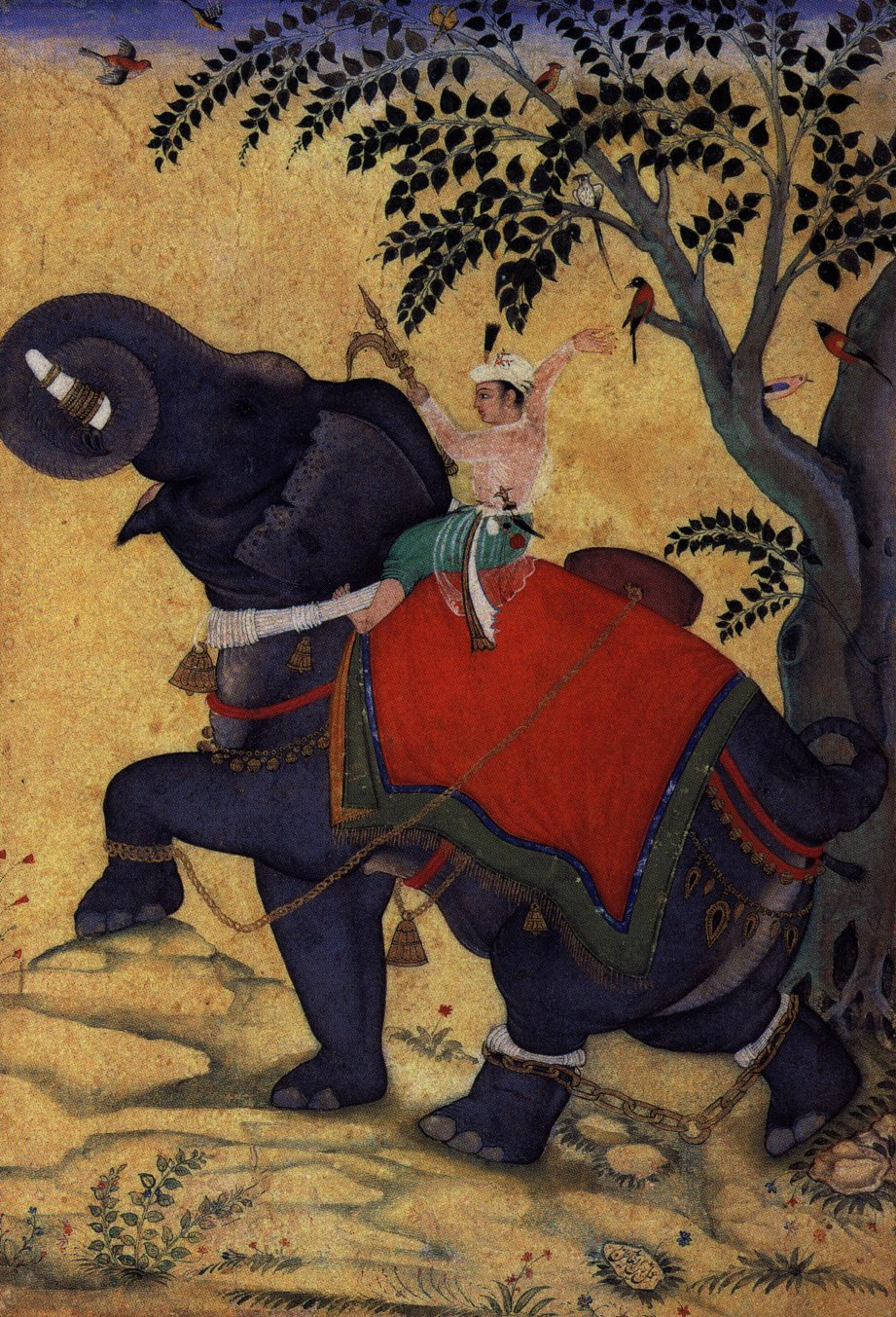
Аноним из Индии, «Акбар верхом на слоне», начало 1600 гг.
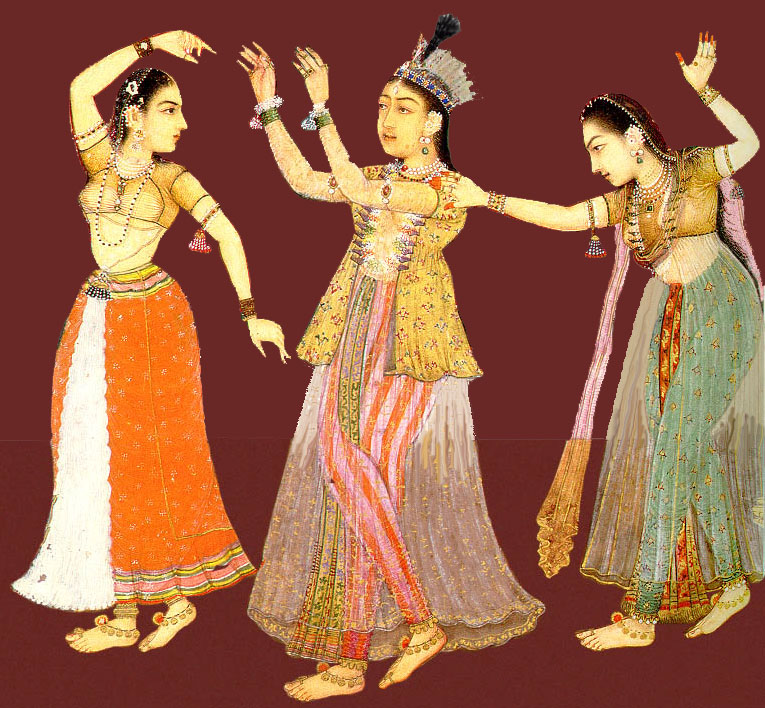
Аноним из Индии, «Танец могольских женщин»
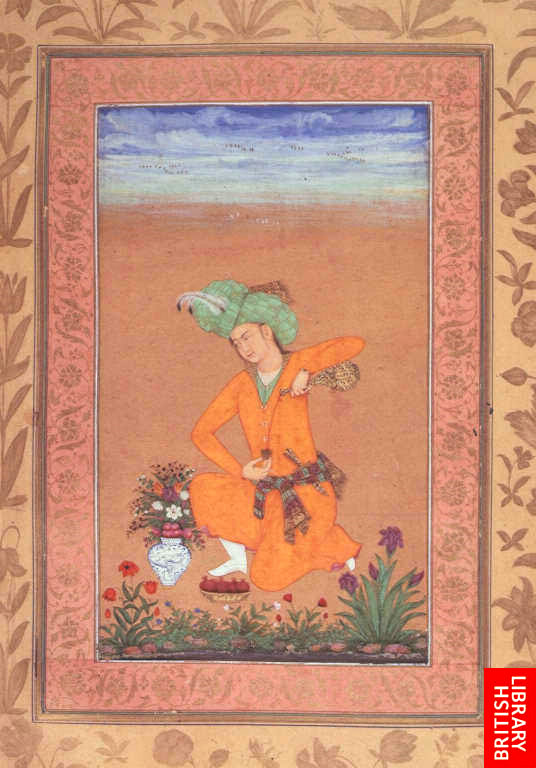
Мухаммад Кан, Персидский принц в часы досуга, 1633-34 гг.

## В средневековой Европе
Бытовой жанр набирал мощь и в средневековой Европе. Его образцы найдены и в миниатюрах, и в рельефах, и в немногих образцах живописи (французские миниатюры со сценами строительства готических соборов, витражи, немецкие рельефы в соборе города Наумбург, миниатюры братьев Лимбург и т. п.).

## Эпоха Возрождения

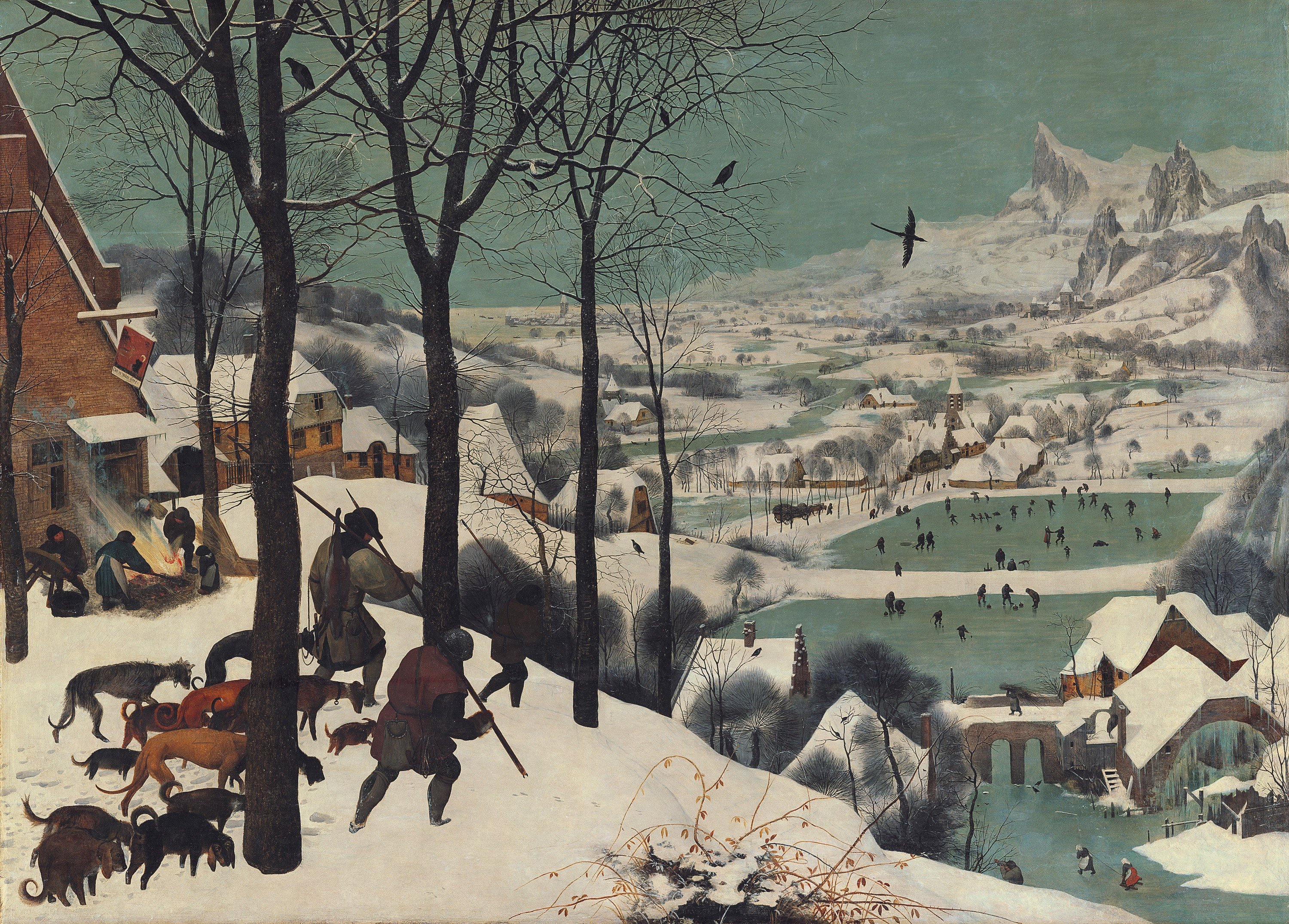
Питер Брейгель Старший. Охотники на снегу

С наступлением эпохи Возрождения в Европе, сначала в Италии (Джотто, Лоренцетти — XIV век), а затем в Нидерландах (Ян ван Эйк, Боутс, Гертген тот Синт Янс — XV век.) и других европейских странах, религиозные сцены в живописи стали насыщаться яркими бытовыми деталями.

В XV веке появились изображения трудового народного быта в миниатюре (братья Лимбург во Франции), гравюре (Шонгауэра в Германии), светских росписях (Косса в Италии). В итальянской живописи XVI века бытовой жанр начал постепенно отделяться от религиозных жанров (венецианцы — Карраччи, Джорджоне, Бассано). 

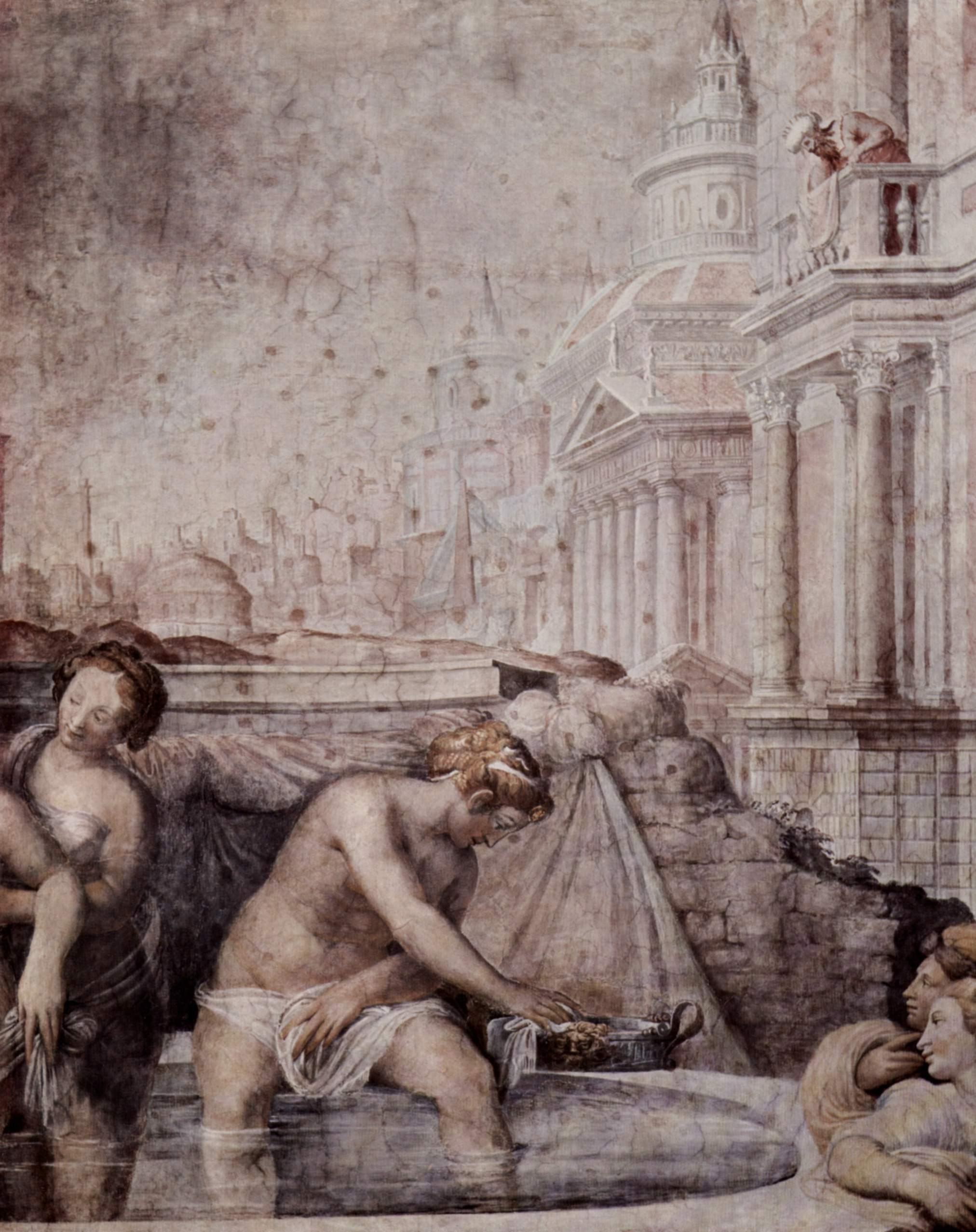
Франческо Сальвиати. Купание Вирсавии, палаццо Саккетти, фреска
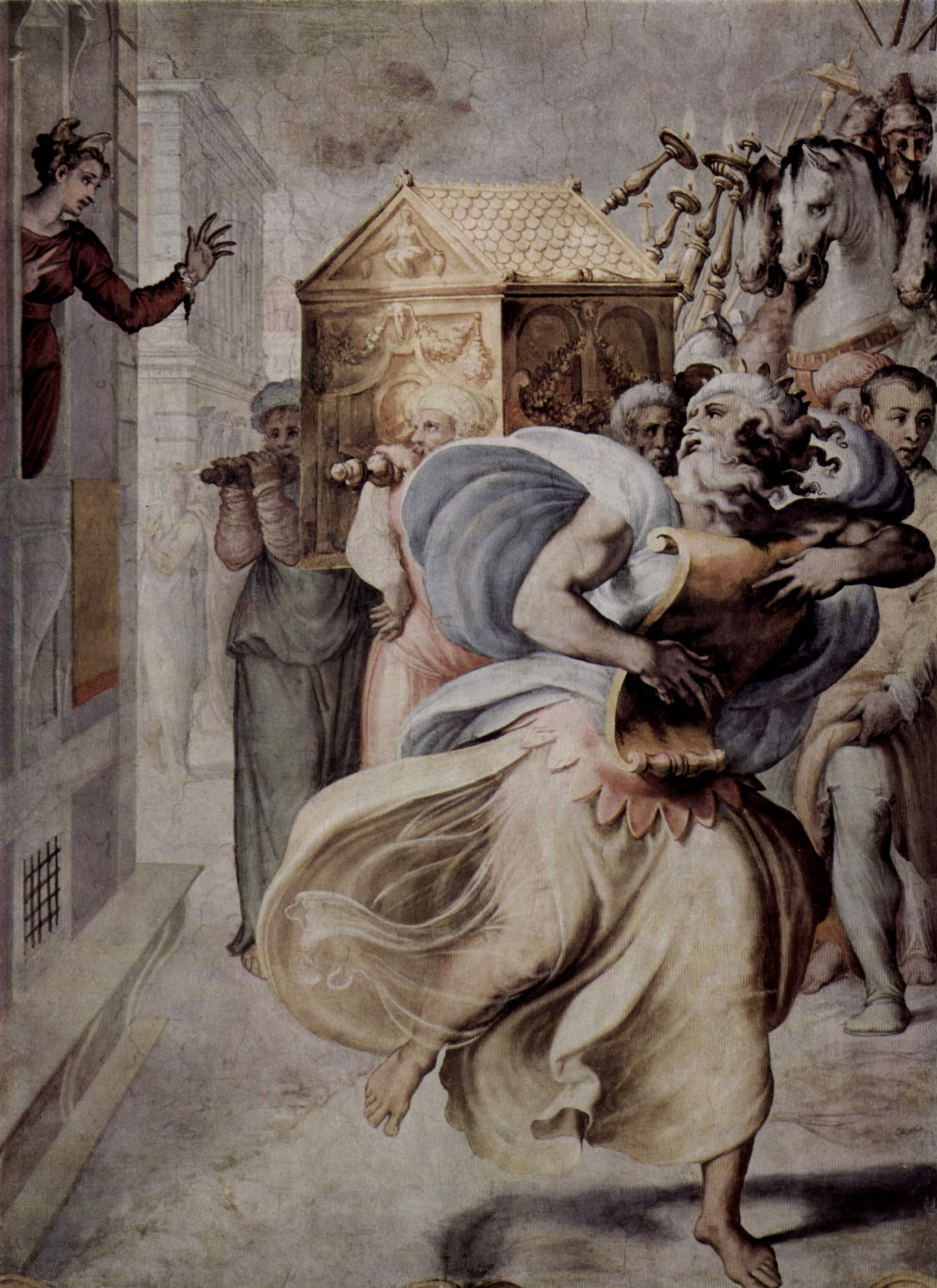
Франческо Сальвиати, танец царя Давида, палаццо Саккетти, фреска
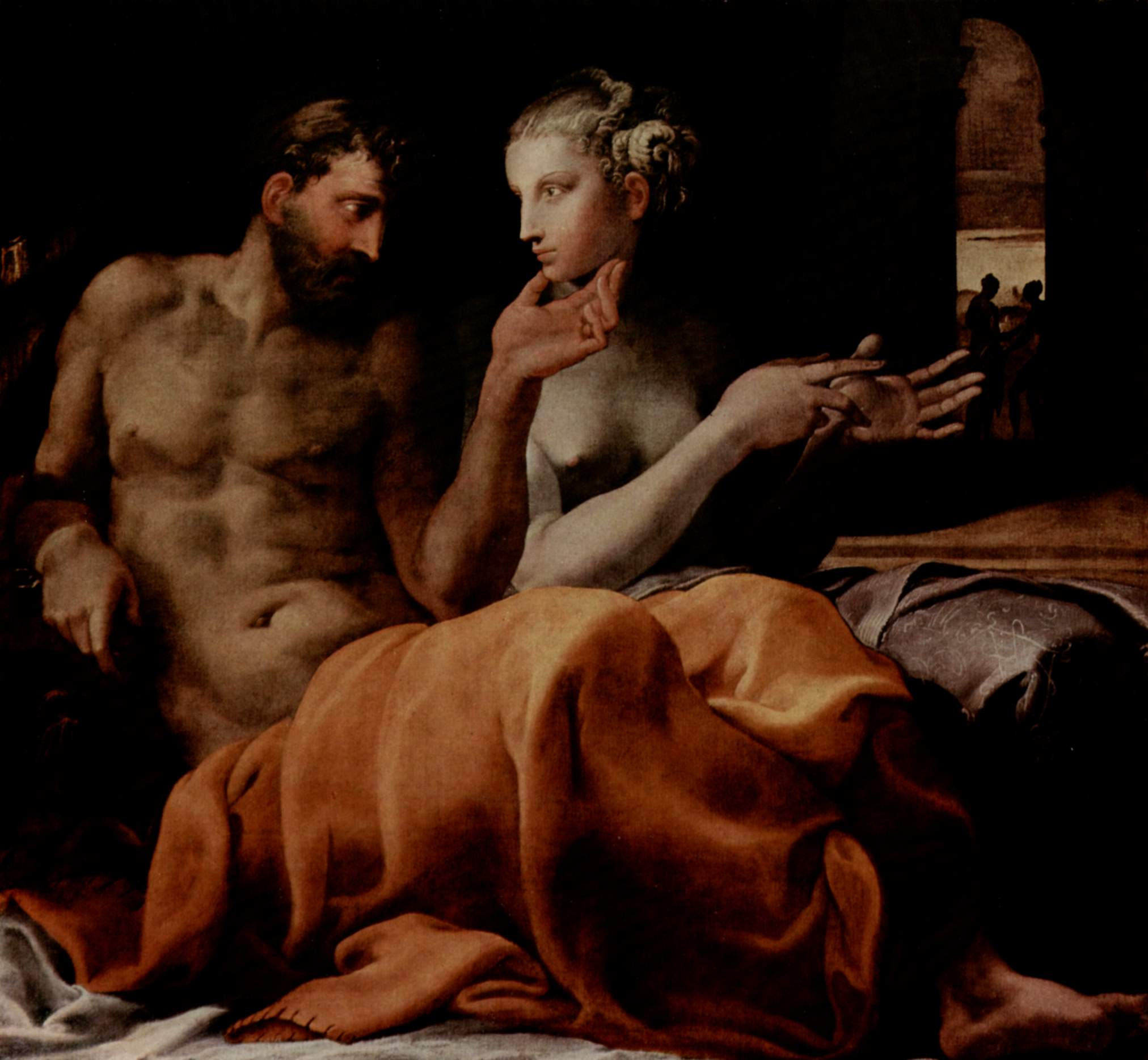
Франческо Приматиччо, «Одиссей и Пенелопа», Нью-йорк
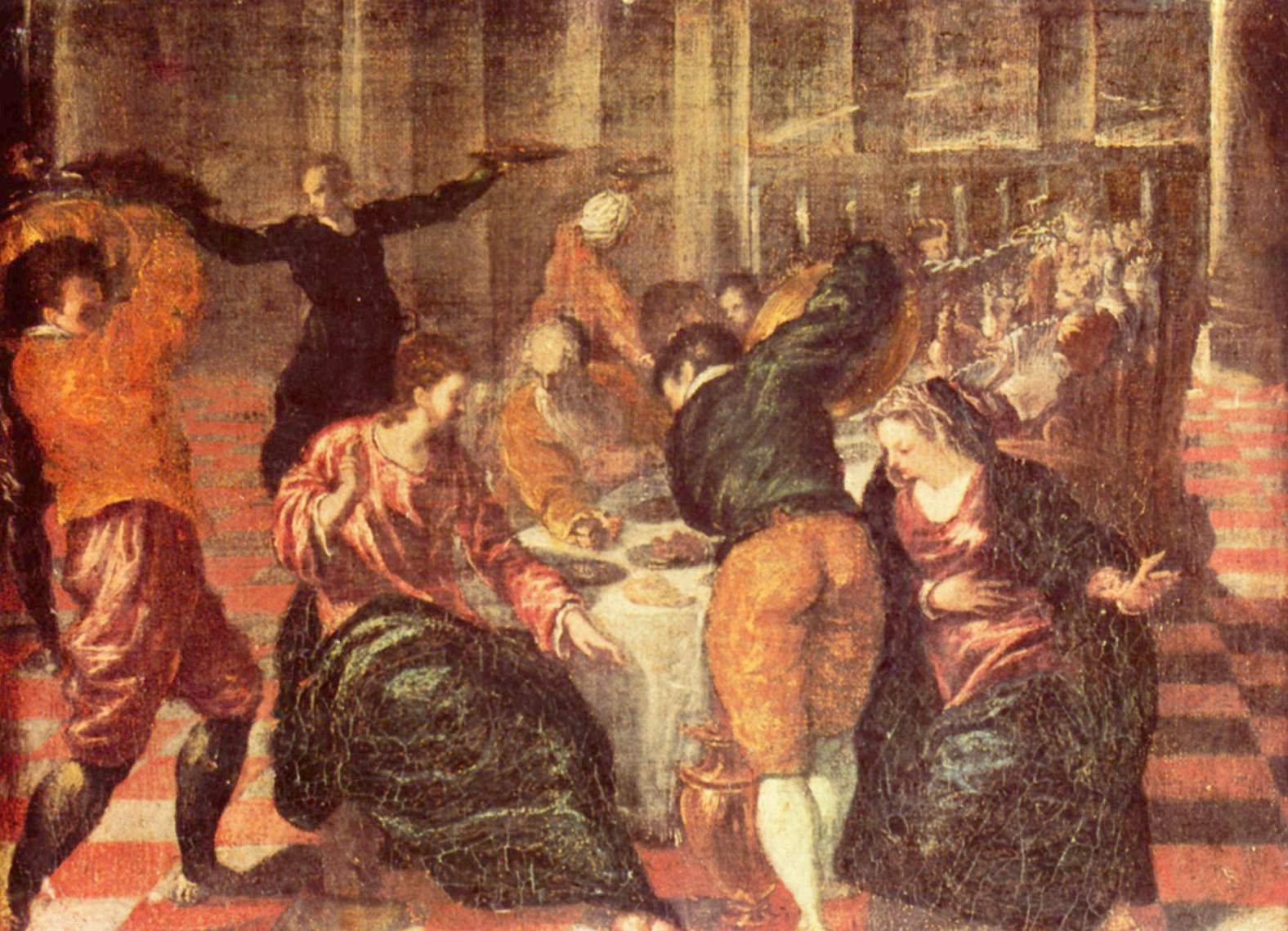
Эль Греко, «Брак в Кане Галилейской»

## В Голландии XVII века

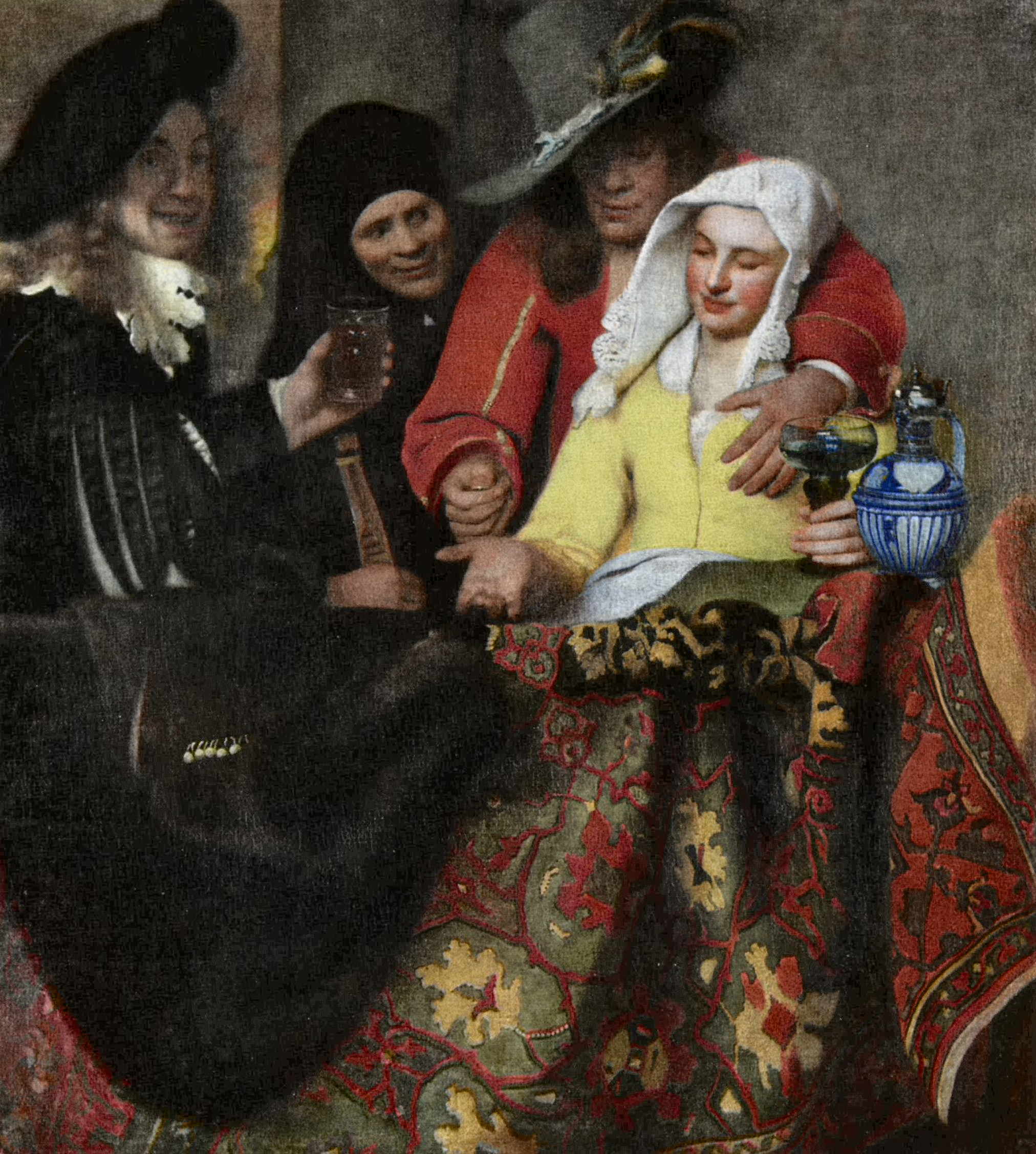
Ян Вермеер, «Сводница», 1656 г.

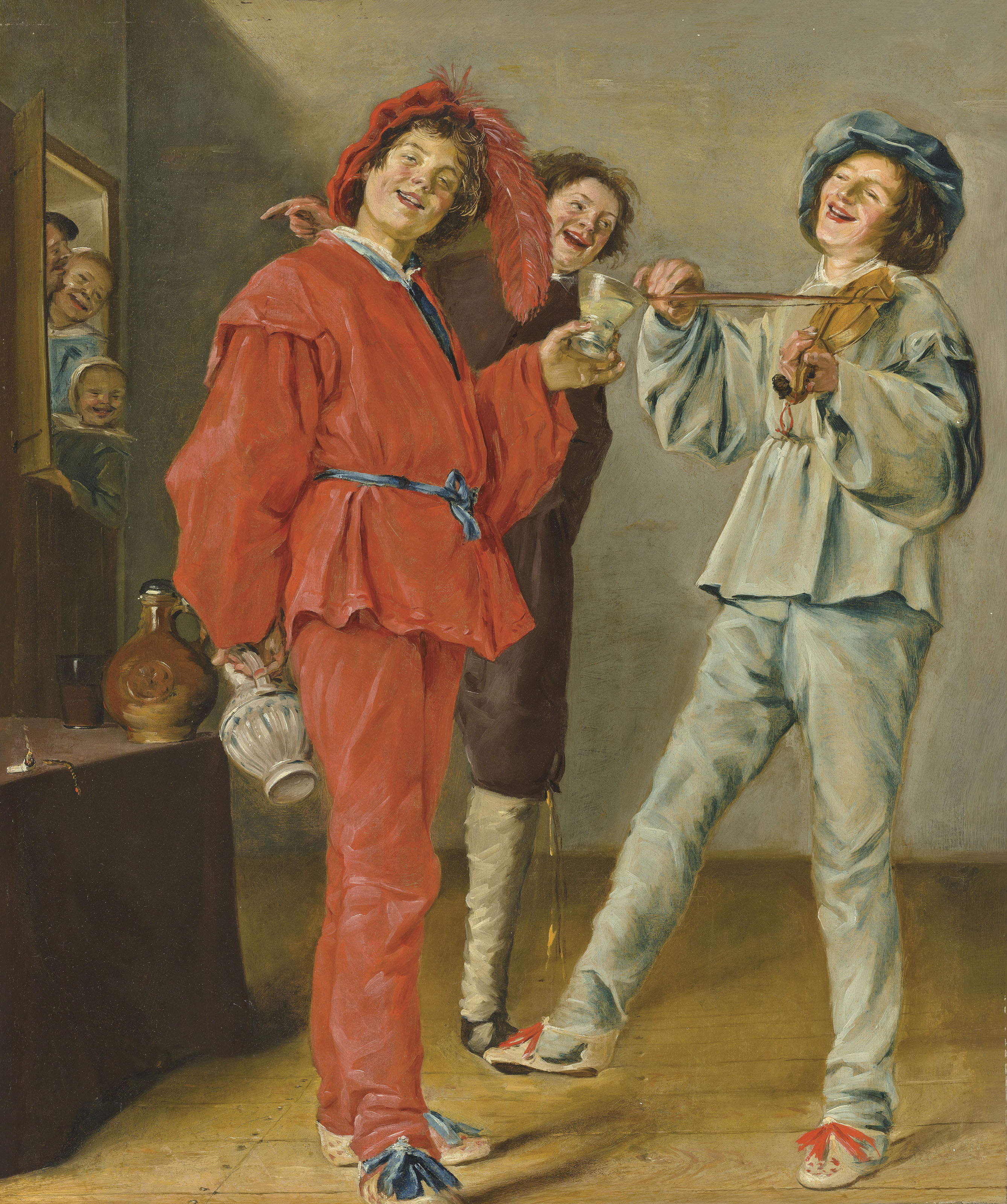
Юдит Лейстер. «Весёлое трио»

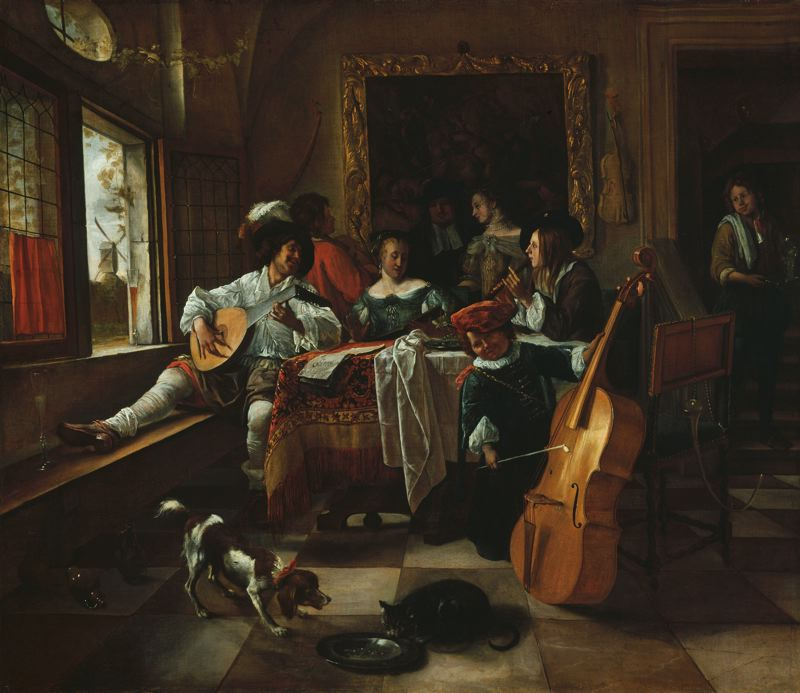
Семейный концерт, Ян Стен, 1666 г., Институт искусств (Чикаго).

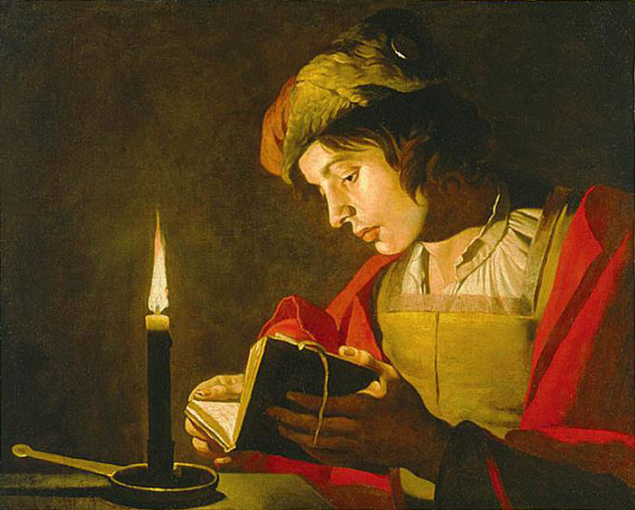
Маттиас Стом. «Юноша читает при свече»

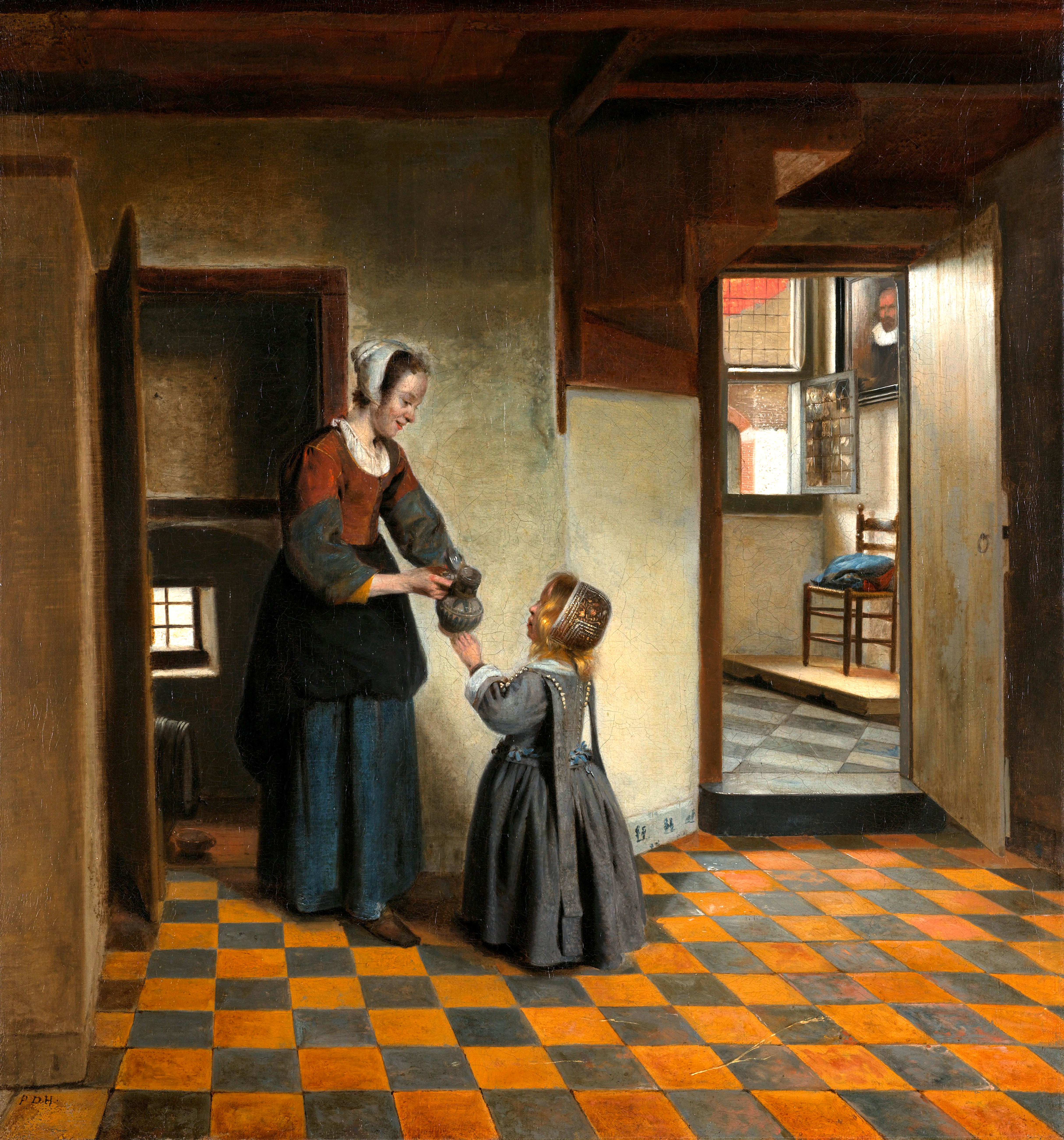
Питер де Хох, «Мать с дочерью возле амбара», 1658 г., Амстердам

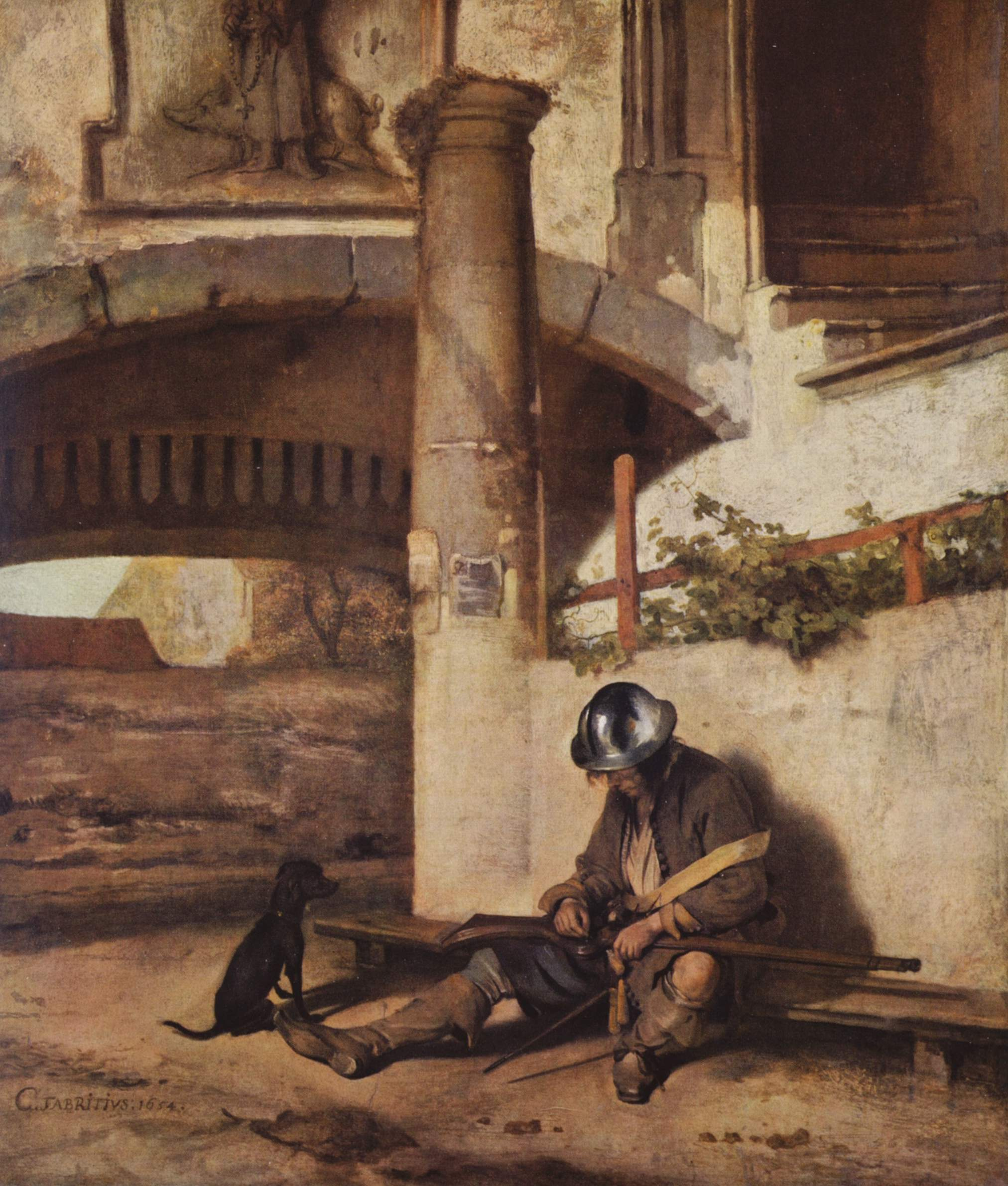
Карел Фабрициус, «Спящий страж», Шверин, Германия

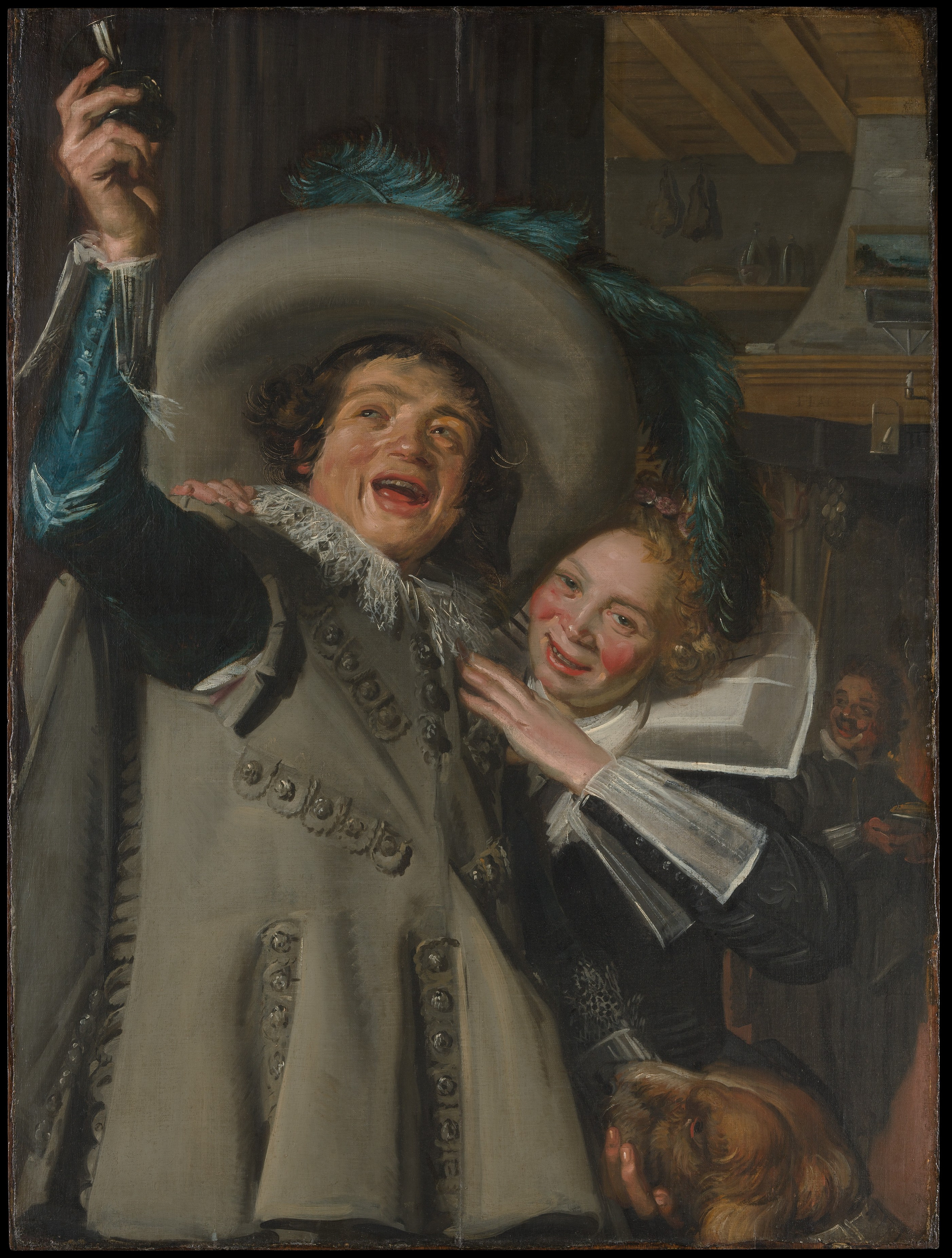
Франс Халс, «Юнкер Рамп с подругой» Метрополитен-музей

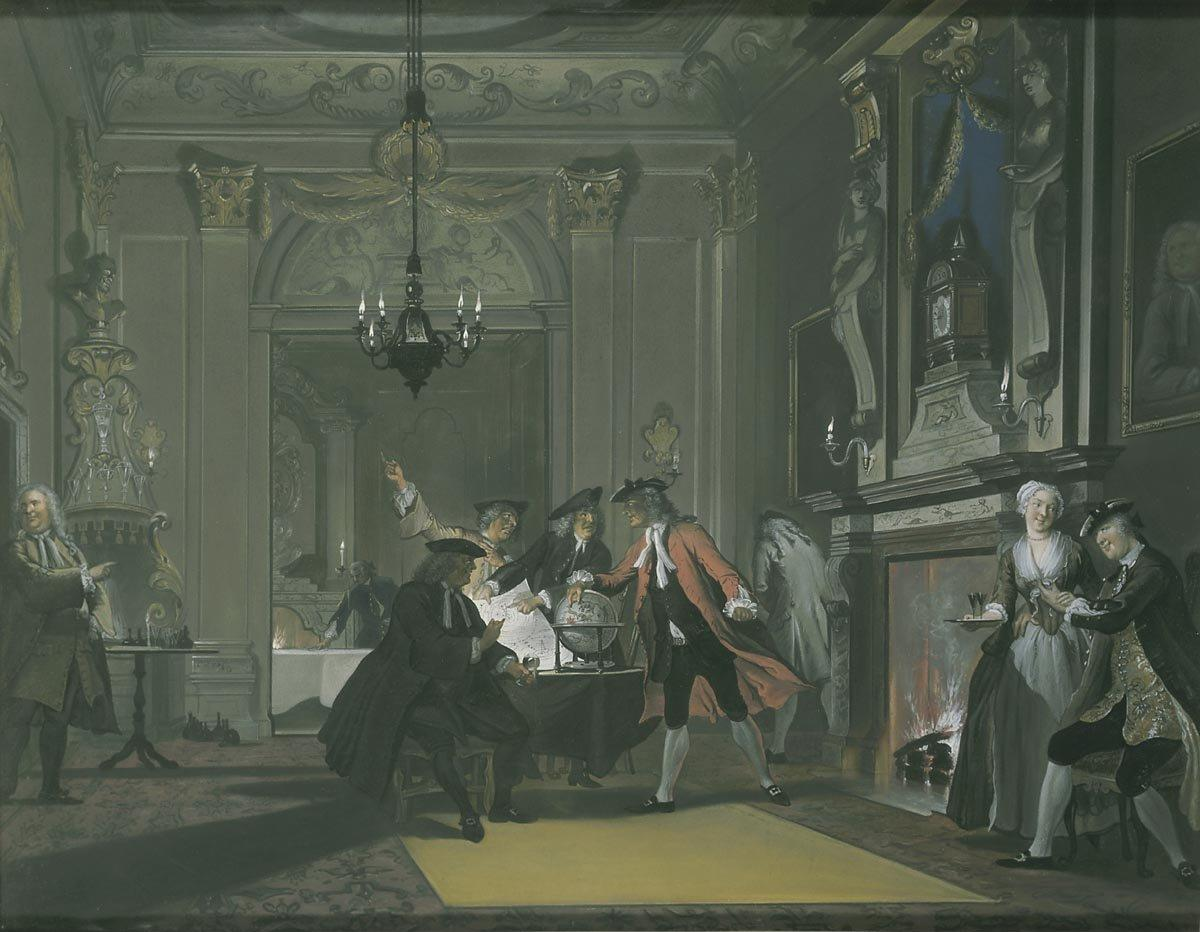
Корнелис Трост, «Приятно было встретиться», Маурицхейс, Гаага.

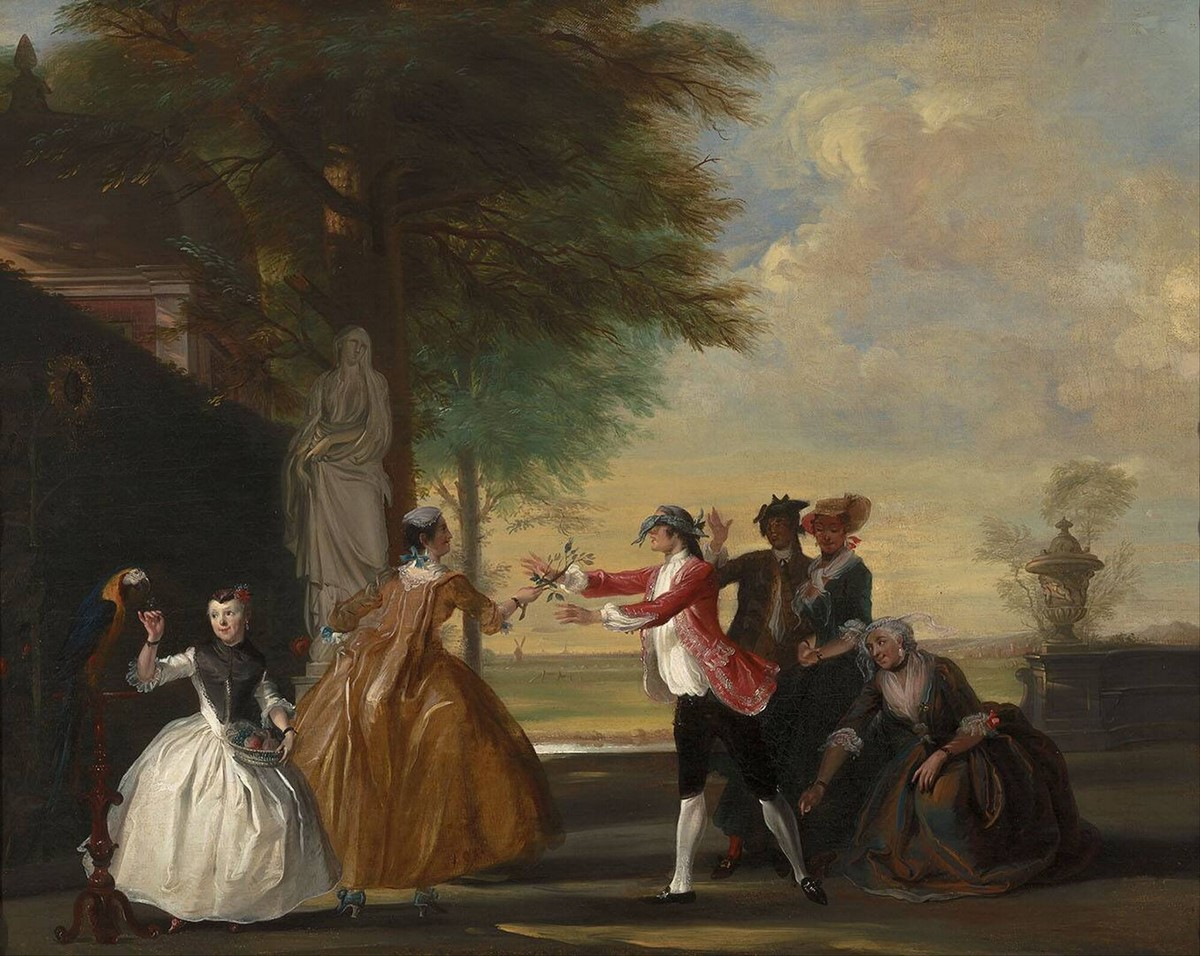
Корнелис Трост, « Забавы в парке», Музей Бойманса-ван Бёнингена, Роттердам.

Чрезвычайно благоприятные условия для развития получил бытовой жанр в искусстве Голландии XVII в. Этому способствовало несколько обстоятельств:
- распространение в стране протестантизма различных направлений с отказом от религиозных картин
- слабые позиции католицизма в стране, главного заказчика религиозной живописи
- сокращение заказов на религиозную живопись католического образца способствовало развитию других жанров — (портрет, пейзаж и бытовая картина).

Художников Голландии не отпугивали ни низменные, монотонные пейзажи страны, ни отсутствие остатков античных сооружений в ней, ни непрестижность изображений моряков и рыбацких лодок, крестьян и домашнего скота или изображений дремотного быта маленьких городков, непарадных окрестностей, тихих улиц и переулков и захламлённых углов двора. К бытовому жанру обратился целый ряд голландский мастеров — от высокоодаренных (Франс Халс, Ян Вермер, Маттиас Стом) до полупрофессиональных, провинциальных и непрофессиональных, которых не брали в художественные гильдии и которым запрещали продавать картины собственного производства.
Большое количество художников в это время быстро обусловило специализацию даже в пределах пейзажного и бытового жанров. Одни специализируются на маринах или зимних пейзажах, другие — на бытовых сценах в кабаках, сценках быта провинциальных воинов и бедных жилищ горожан и крестьян (Ян Стен, Виллем Корнелис Дейстер, Филипп Вауэрман, Адриан ван де Венне, Корнелис Бега, Адриан ван Остаде, Питер де Блот, Квирин Герритс ван Брекеленкам, Готфрид Схалкен, Ян Викторс, Карел Фабрициус, Герард Доу, Говерт Кампхёйзен, Питер де Хох, Якоб Герритс Кёйп, Ян Моленар, Филипс Конинкк, Питер ван Лар, Ян Артсен Мариенхоф, Терборх Герард, Корнелис Трост, Гербрандт Янс ван ден Экхоут, Юдит Лейстер, Гиллис Ромбаутс и другие).
Пять веков прославленного развития культуры и искусств в Италии до XVII века обусловили чопорную иерархию жанров. Высшую ступень заняли библейские и мифологические картины, самую низкую и непрестижную — пейзаж и бытовой жанр. Итальянцы ещё воспринимали как свои картины утрехтских караваджистов со сценами небольших банкетов с музыкантами и покупали их (Геррит ван Хонтхорст, «Беседа с менестрелем», галерея Уффици, Флоренция, «Концерт», галерея Боргезе, Рим), тогда как другие вызывают неприятное удивление и отторжение. Даже у современного зрителя сюжеты мастеров голландского бытового жанра XVII в. способны вызвать и скуку, и улыбку, и удивление, и хохот.
- Якоб Герритс Кёйп, «Завтрак двух воинов», 1628 г.
- Ян Вермеер, «Сводница», 1656 г., Дрезденская картинная галерея
- Ян Стен, «Праздник по поводу рождения котят»
- Виллем Корнелис Дейстер, «Солдаты, не поделившие добычу», 1622—1624, Лондон, Национальная галерия
- Ян Артсен Мариенхоф, «В мастерской художника», 1648 г.
- Адриан ван де Венне, «Драка женщин из-за штанов»
- Терборх Герард, «Сельский почтальон», 1655 г.
- Годфрид Схалкен, «Бритье бороды»
- Маттиас Стом, «Мальчик с факелом», 1622 г.
- Адриан ван Остаде, «Сельская музыка», 1645 г.
- Ян Моленар, «Предобеденная молитва»
- Питер ван Лар, «Нападение грабителей»
- Карел Фабрициус, «Торговец музыкальными инструментами», 1652, Национальная галерея, Лондон
- Говерт Кампхёйзен, «Ухаживания скотовода за дояркой»
- Якоб Дюк, «Караульня с воинами»
- Гербрандт Янс ван ден Экхоут, «Дети в парке», 1671 г.
- Герард Доу, «Торговля селёдкой», 1675 г.

Лишь со временем искусство Голландии аристократизуется, все больше ориентируется не на демократические, а на дворянские вкусы. И в бытовом жанре преобладают мещанские, добропорядочные, благородные сюжеты (Корнелис Трост, «Забавы в парке»).
В других странах бытовой жанр все ещё занимал скромное место и был фактически на обочине официального искусства в Италии, Франции, Германии, Фландрии, Испании. Даже творчество таких великанов искусства XVII века, как Рубенс или Веласкес, которые тоже обращались к бытовому жанру (или трактовали религиозные сцены как бытовые), мало изменило унизительное отношение к бытовым картинам.
От творческого наследия некоторых мастеров сохранилось всего несколько картин.

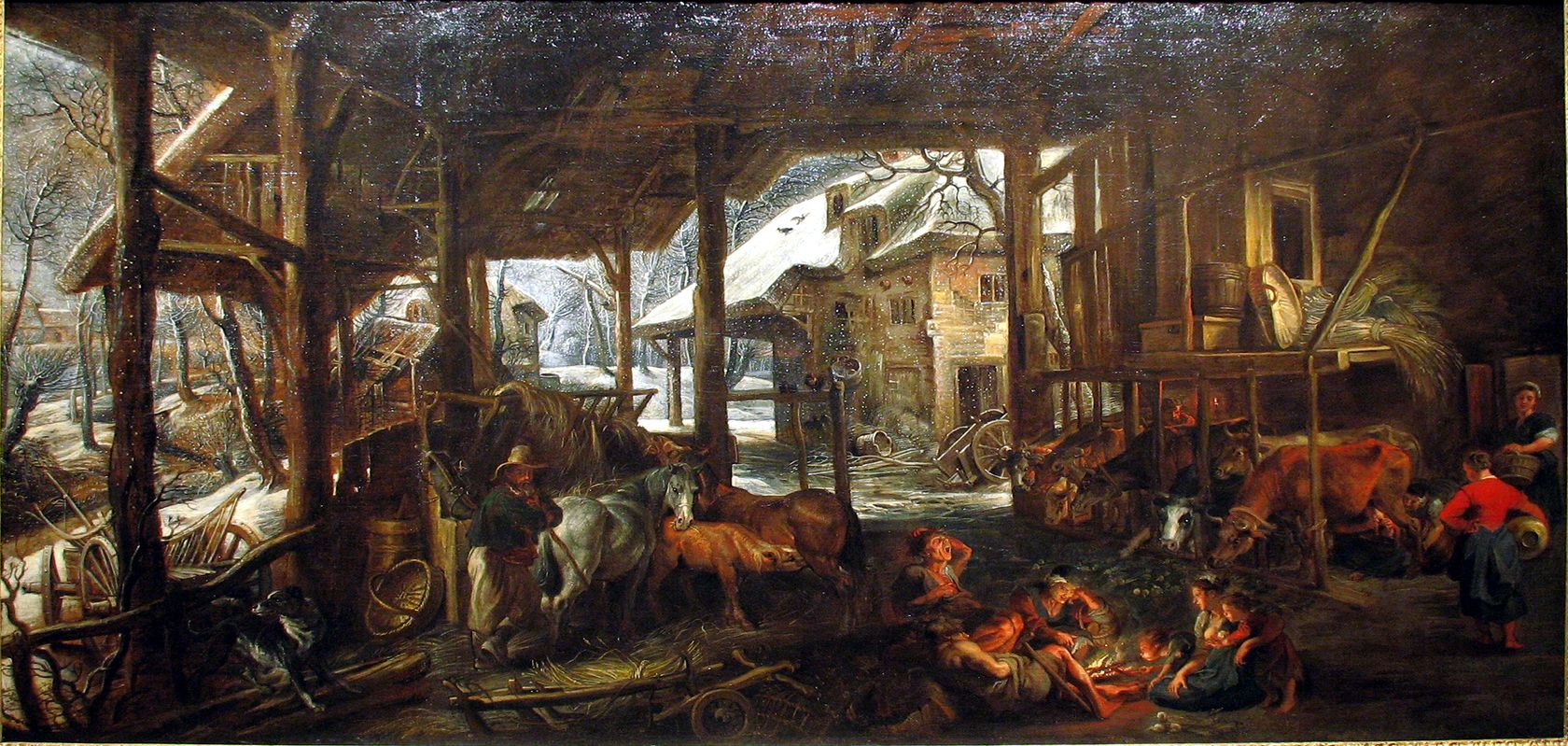
Рубенс с помощниками. Скотный двор зимой.

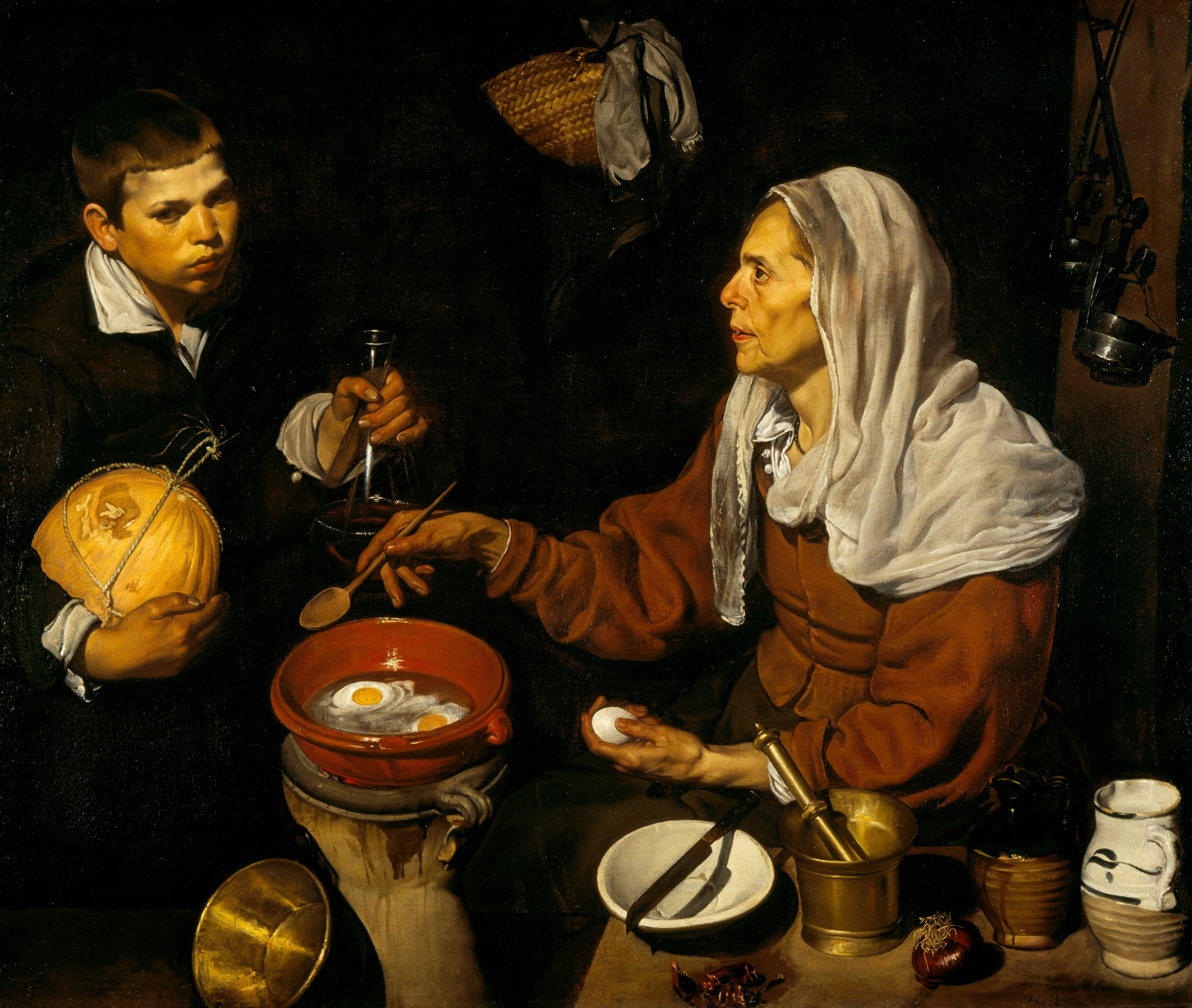
Веласкес, «Старая женщина, готовящая яичницу»
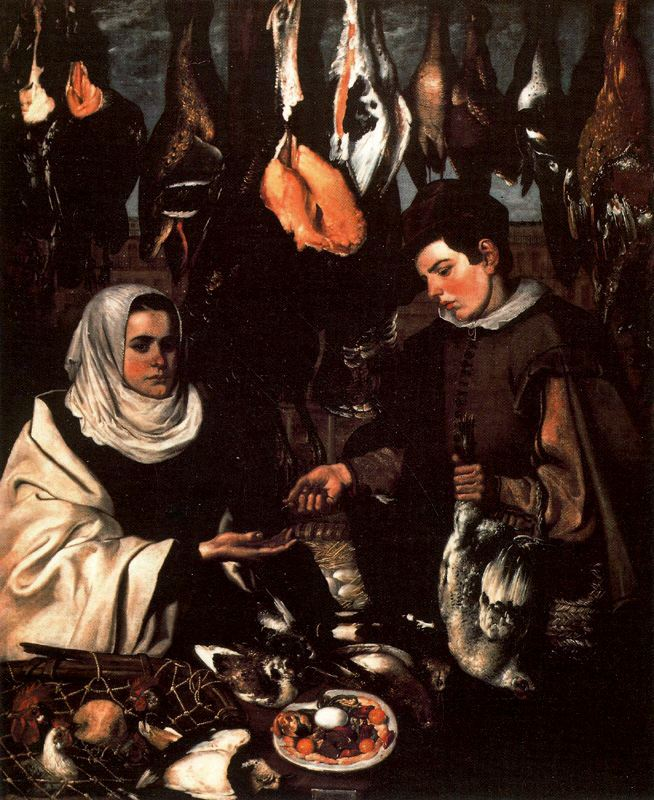
Алехандро де Лоарте, «Проданная курица», частное собрание
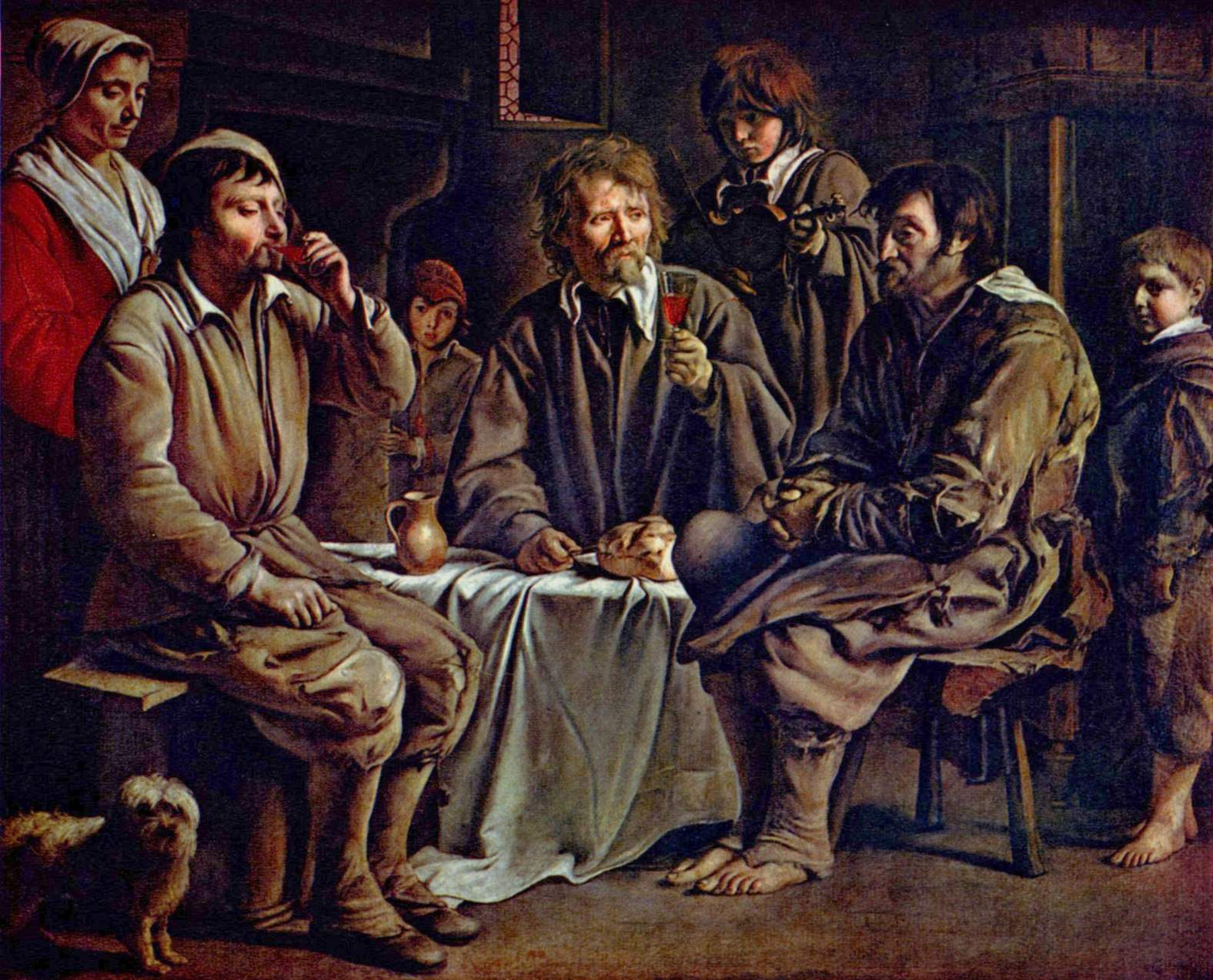
Луи Ленен, «Сельский ужин», Лувр
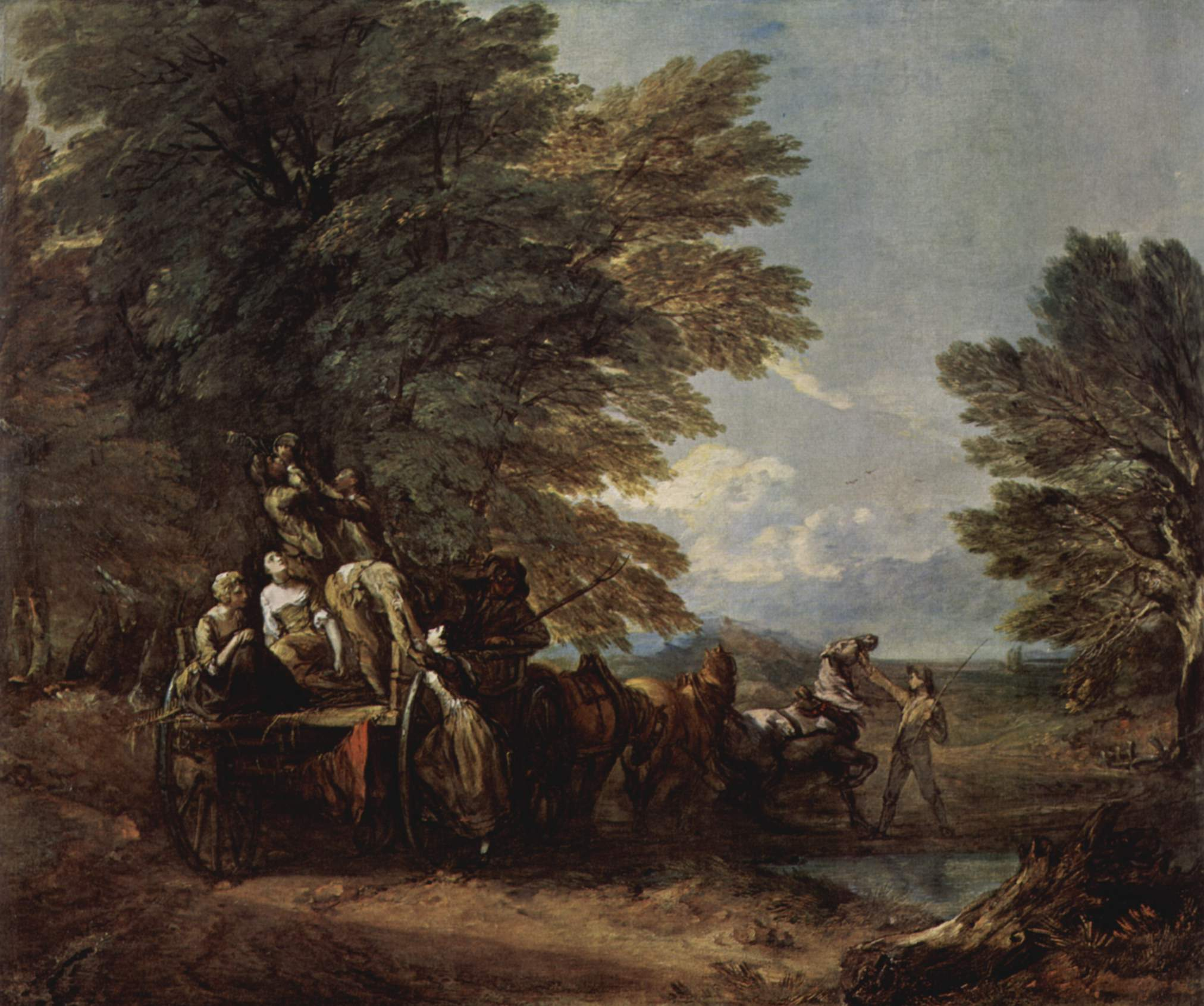
Томас Гейнсборо. «Жатва. Возвращение с поля»

### XVIII век
Отношение к бытовому жанру понемногу меняется. И в XVIII веке появляются как его сторонники среди художников, так и первые значительные коллекционеры. Законодательницей в модах и в искусстве становится Франция. Среди французских художников, работающих в бытовом жанре:
- Александр-Луи Лелуар
- Антуан Ватто
- Франсуа Буше
- Никола Ланкре
- Себастьян Бурдон
- Жан Батист Симеон Шарден
- Клод Верне
- Жан-Оноре Фрагонар
- Жан Батист Грёз
- Жак де Лажу
- Никола Леписье
- Пьер Кийяр
- Филипп Мерсье
- скульптор Этьен Морис Фальконе

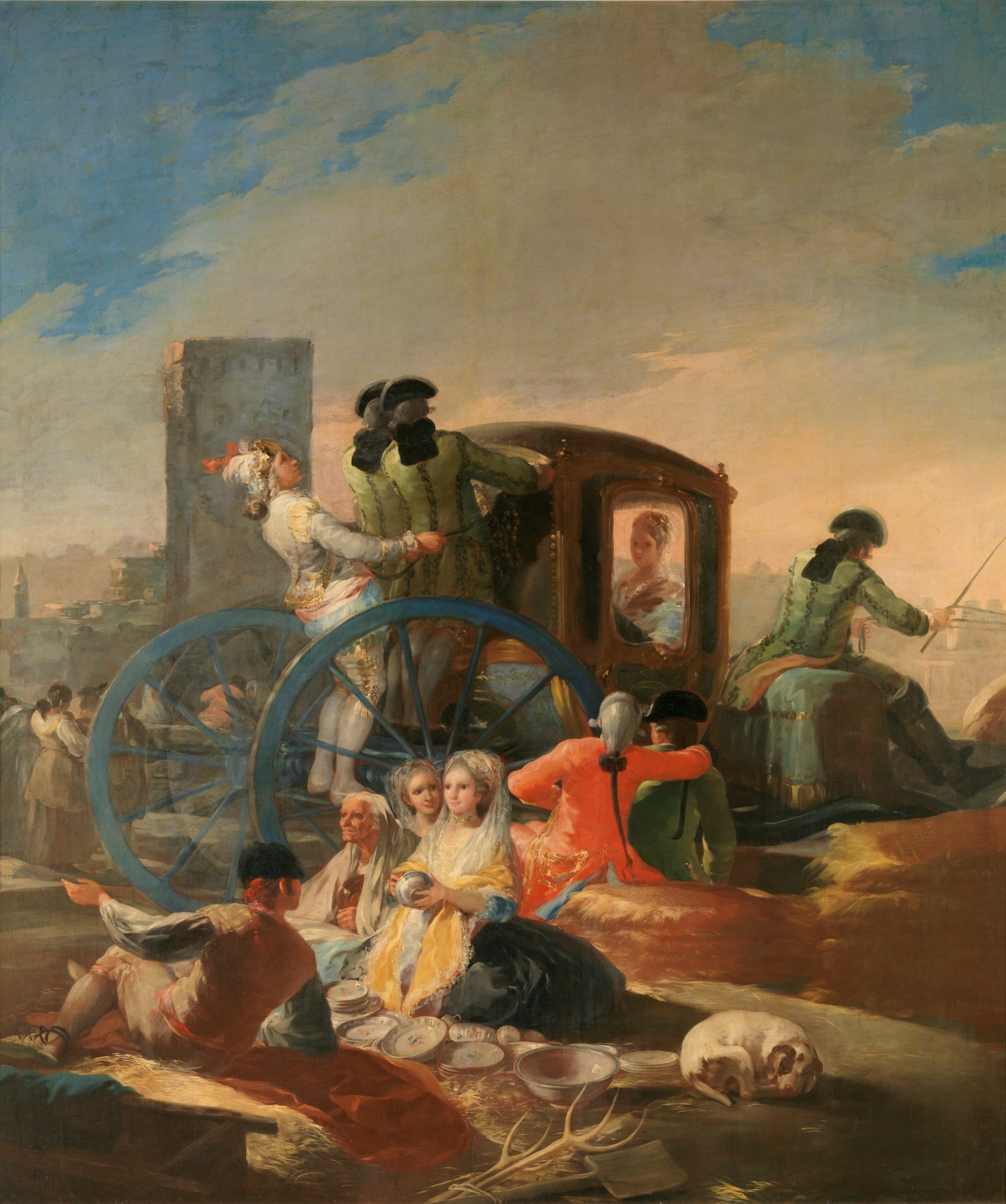
Франсиско Гойя, «Продажа керамической посуды»

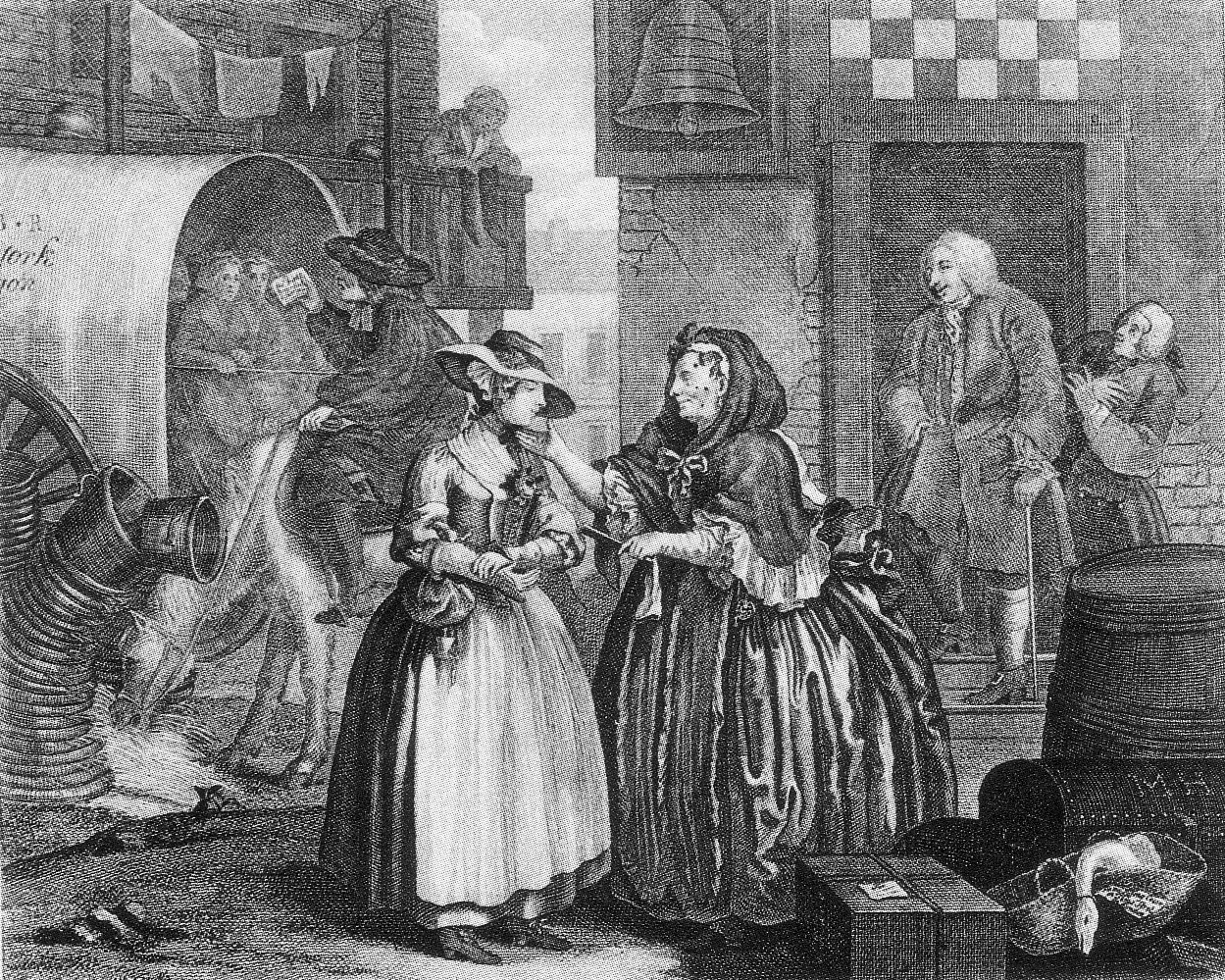
Уильям Хогарт, «Привлечение новенькой в бордель»

В зависимости от одаренности и наставлений, которых придерживается художник, бытовой жанр трактуют то ложно-идеализированно и искусственно очищено (Франсуа Буше), то несколько фантастически и поэтично (Антуан Ватто), то с привкусом наставления, дидактики, сентиментализма (Жан Батист Грёз), то как сценки из реальности (эскизы Фрагонара). В бытовой жанр привносят элементы стиля рококо (Антуан Ватто, Жак де Лажу, Франсиско Гойя), обращаются к различным техникам (картины масляными красками, пастель, рисунок, фарфор, гравюра). Идет переоценка произведений и голландских художников 17 века. И на парижских аукционах разворачиваются настоящие баталии за право владеть картинами мастеров бытового жанра.
Французские аристократы часто собирают картины не столько из-за любви к искусству, сколько из-за моды и престижа. В 1768 г. скончался бывший секретарь короля Луи XV — де Генья, а его коллекции продают с аукциона, где начался ажиотаж. Дени Дидро по этому поводу взволнованно пишет — «Он — умер, эта поразительная особа, которая собрала столько прекрасных произведений по литературе, почти не имея склонности читать, столько произведений искусства, разбираясь в них как слепой… Невозможно терять ни минуты, если мы не хотим столкнуться с толпой отечественных или иностранных конкурентов». Но были и настоящие ценители искусства, смелые в поисках и мало зависимые от моды, среди которых был Пьер Кроза, который заботился о тяжело больном Ватто, о Розальбе Карьере и покупал мало кому нужные тогда произведения немодных художников.
К бытовому жанру обращаются и мастера других стран, а в самом жанре нарастают элементы правдивого воспроизведения реальности:
- Уильям Хогарт, Томас Гейнсборо (Великобритания)
- гравер Ходовецкий (Германия)
- Польша: Норблен
- Испания: Гойя
- Россия: Шибанов, Ерменёв

## XIX век

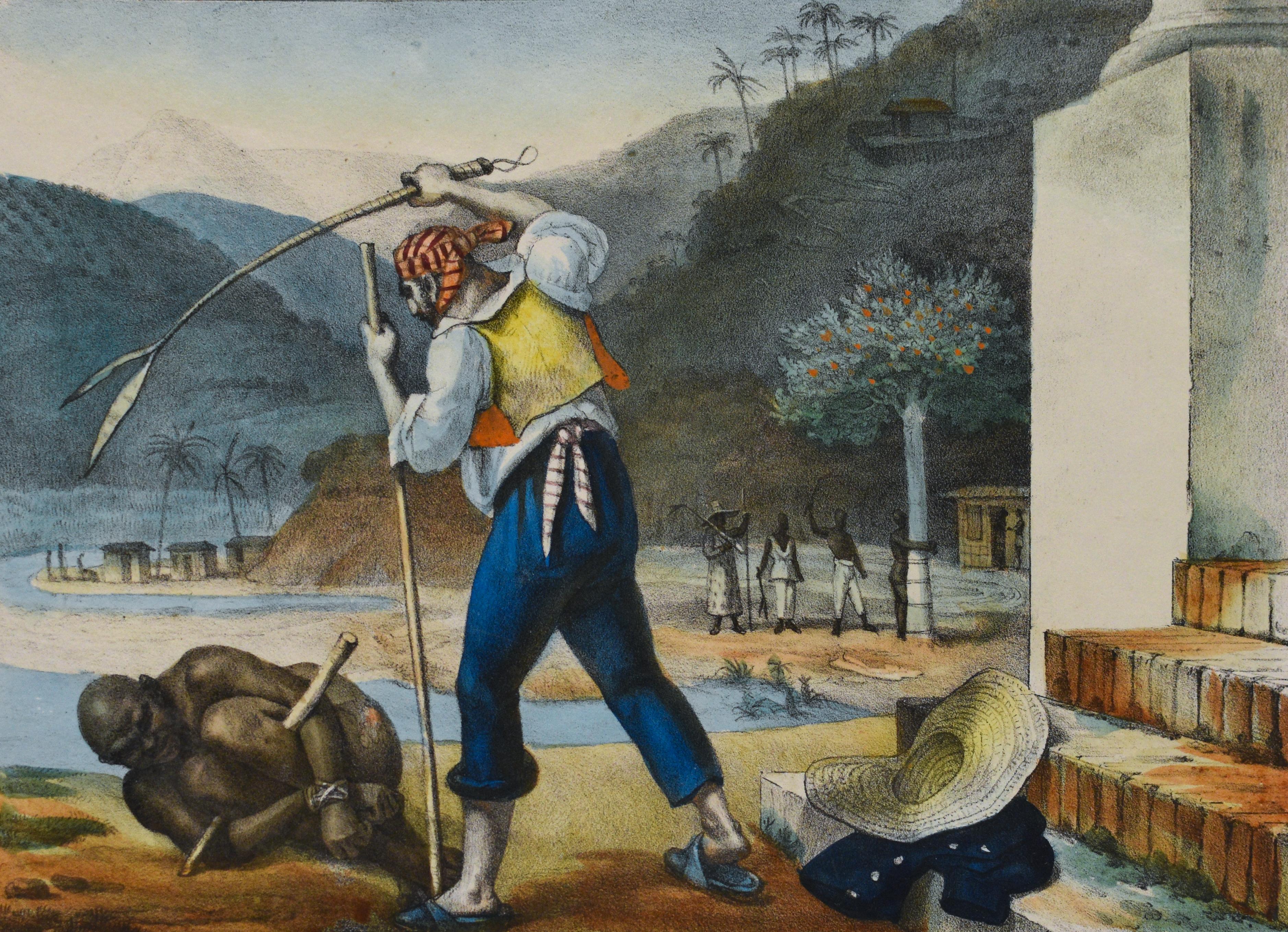
Рисунок Жана-Батиста Дебре. Наказание раба-африканца в Бразилии

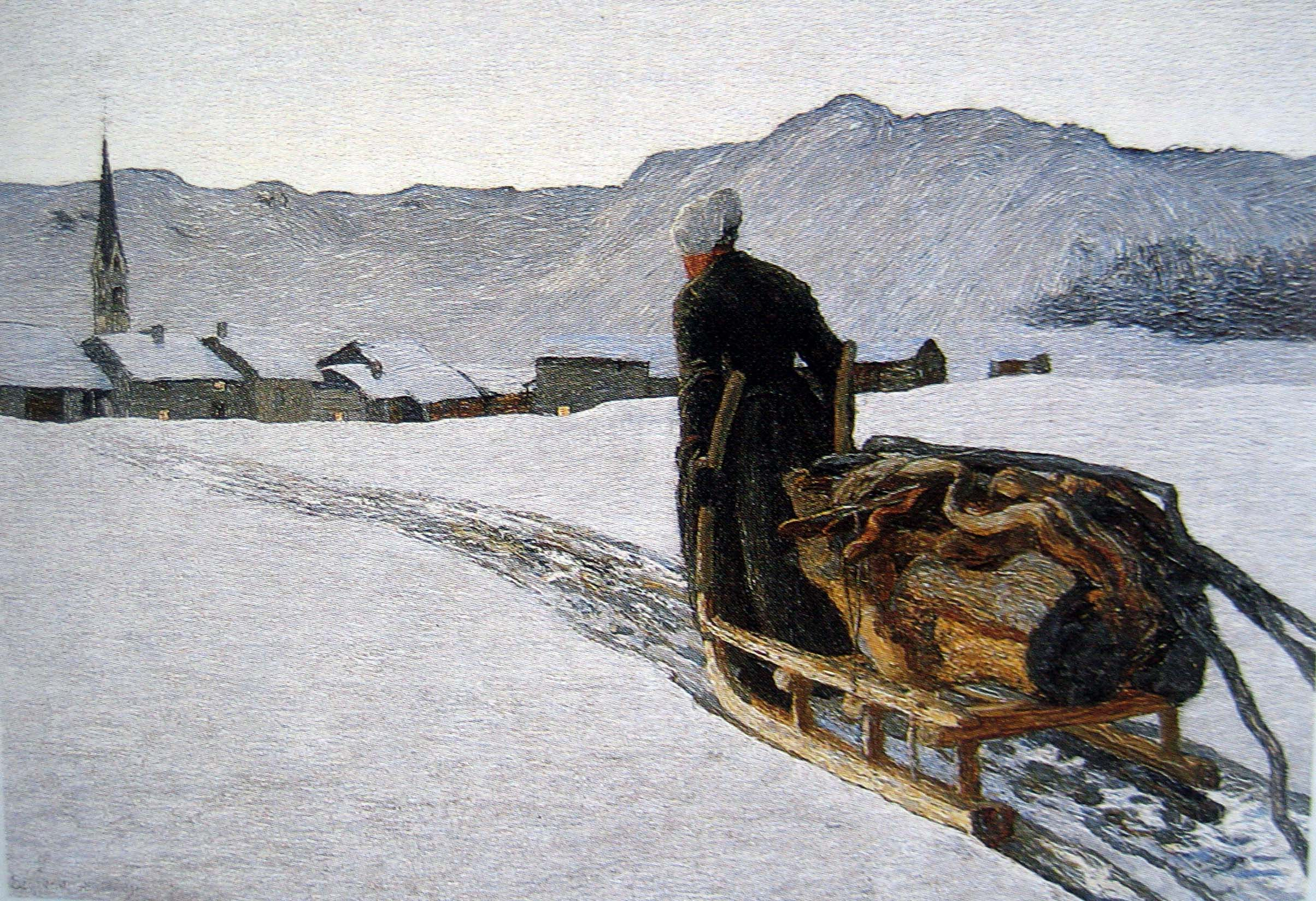
Джованни Сегантини, «Возвращение из леса».

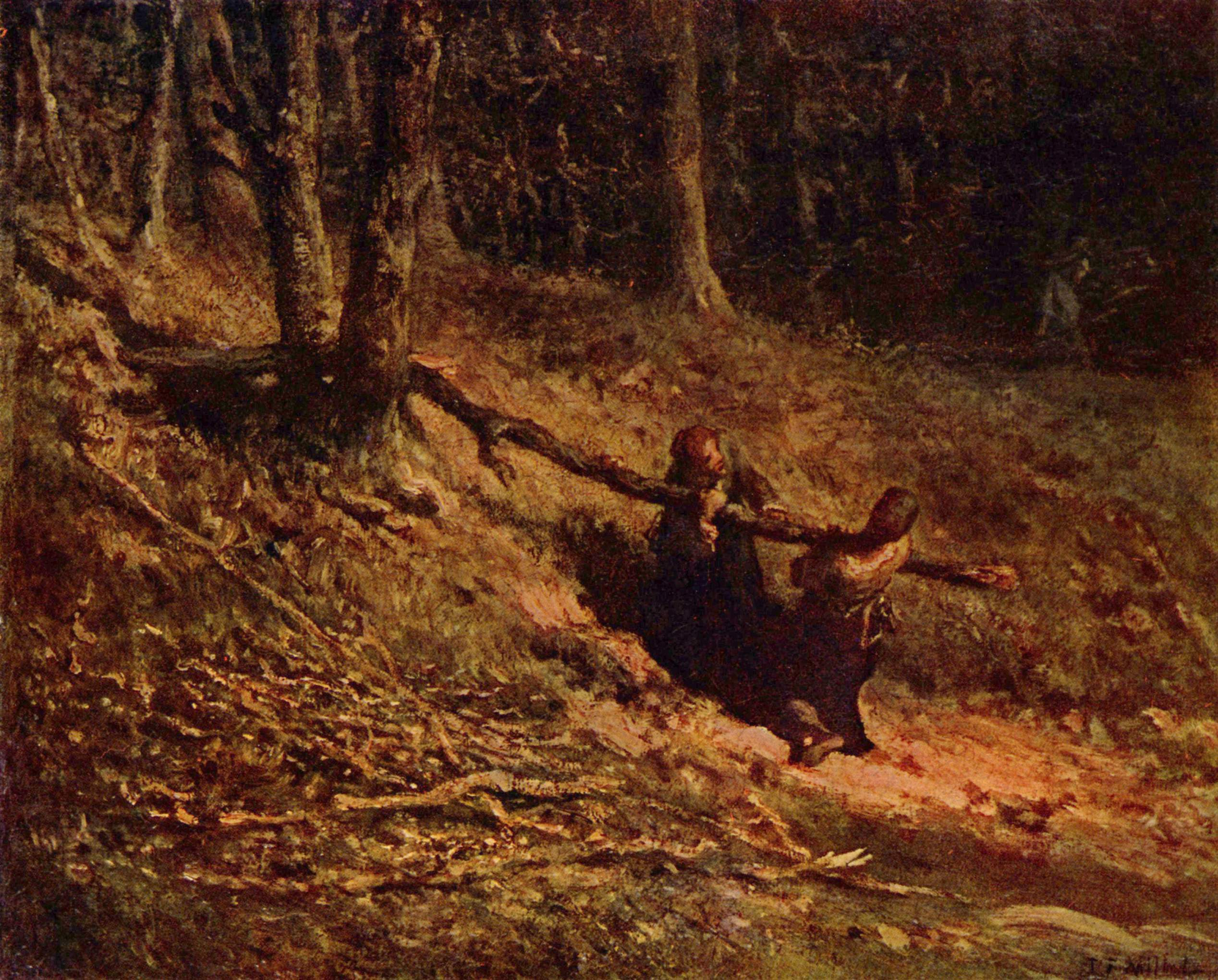
Франсуа Милле «Сбор хвороста».

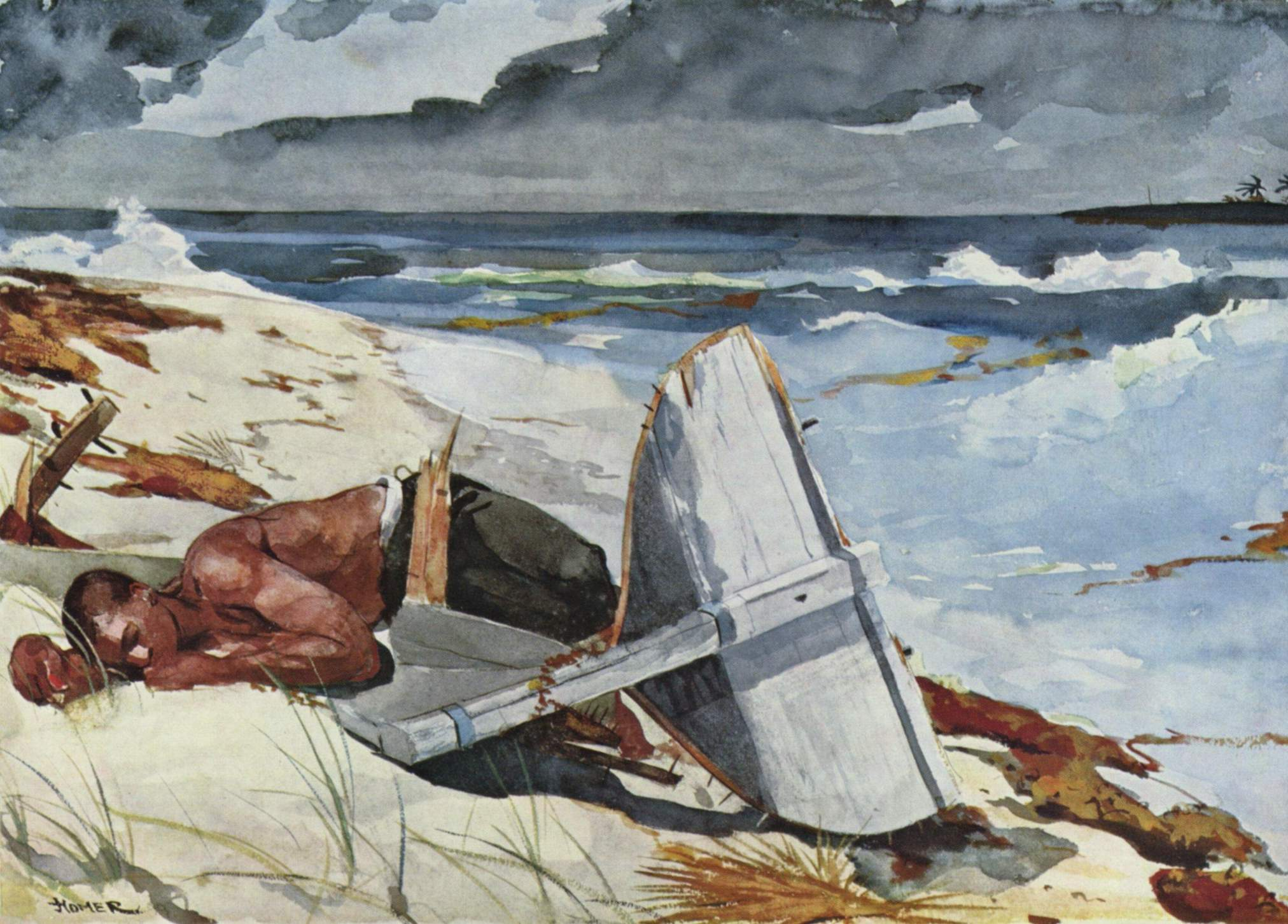
Уинслоу Хомер, Торнадо-убийца.

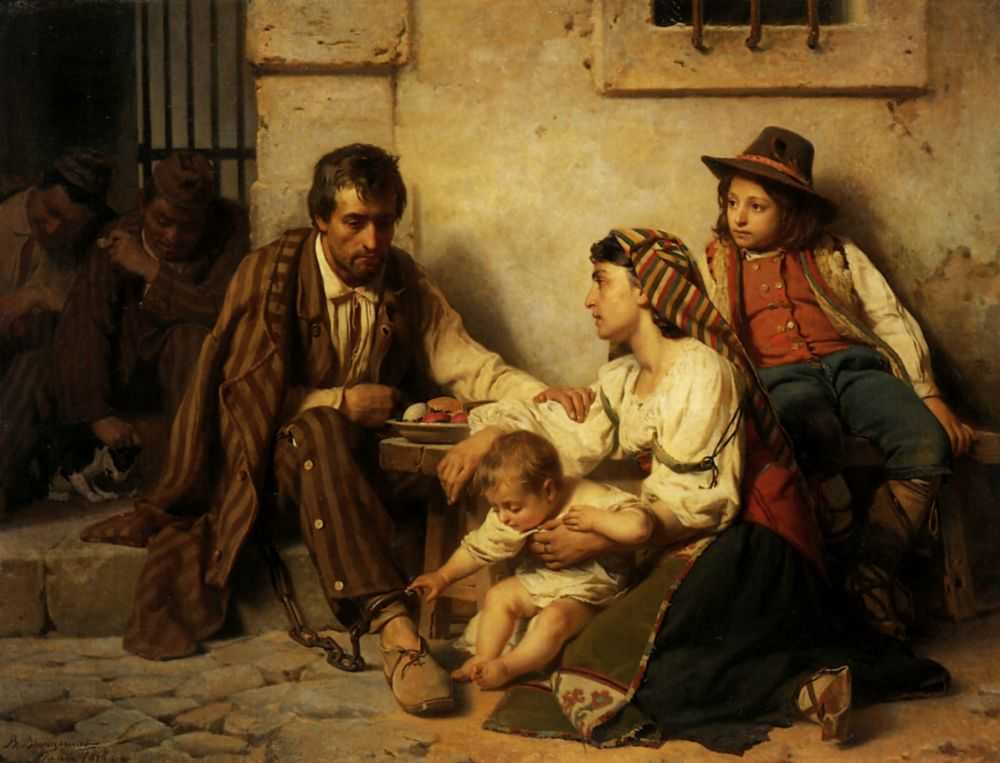
Василий Верещагин, Посещение узника его семьей в Италии

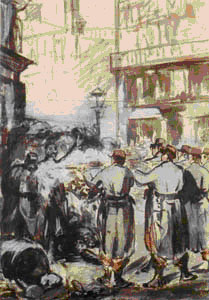
Эдуар Мане, Баррикада в Париже 1871 г.

Несмотря на монополию аристократов на искусство, сохранённую в XIX в., оно неустанно демократизируется. Но эта демократизация несколько иного характера, чем у голландцев XVII в., когда привлекали прозаические, будничные и забавные юмористические ситуации (Ян Стен, «Автопортрет с женой под хмельком», Карел Фабрициус, «Спящий страж»). В искусство XIX в. приходят полноправными героями отверженные, больные, покинутые нищие, калеки, рабы, заключённые или военнопленные, люди социального дна. Их веками игнорировало, не замечало искусство. Пленники и рабы пришли ещё в искусство барокко, но трактованы они там как декоративная деталь быта монарха, признак его побед, военной славы, способности покорять.
В картинах мастеров XIX в. обездоленные и рабы окончательно потеряли декоративность, они страдают откровенно, не скрывая растерянности, боли и тоски. Ничего декоративного, поэтического в быту голландских ткачей, европейских и американских рыбаков, бедных горожан Японии, в быту крестьян из медвежьих уголков Франции, России или Северной Италии 19 века. Нерешённые социальные проблемы взрываются то восстанием, то национально-освободительной войной, революцией. По миру прокатилась волна отмены рабства и крепостничества — однако без существенного улучшения тяжелого состояния миллионов людей.
В XIX в. бытовой жанр переживает очередной расцвет в разных странах, где сценки быта изображены уже подчеркнуто реалистично, чрезвычайно правдиво, с большей или меньшей долей идеологических установок. Среди художников — сторонников бытового жанра:
- Теодор Руссо
- Оноре Домье (пример — «Шахматисты»)
- Венецианов и его школа
- Эдуард Мане
- скульптор Константен Менье
- Эдгар Дега
- Врубель, Михаил Александрович
- Репин, Илья Ефимович
- Маковский, Владимир Егорович
- Ярошенко, Николай Александрович
- Серов, Валентин Александрович
- Пьер-Огюст Ренуар
- Поль Гоген
- Хокусай
- Андо Хиросиге
- Кете Кольвиц
- Адольф Менцель
- Хосе Гальегос-и-Арноса
- Хосе Хулио де Соуза Пинту
- Артуро Риччи и др.

Особое место в искусстве XIX в. и в бытовом жанре заняли произведения француза Франсуа Милле, итальянца Джованни Сегантини, голландца Винсента ван Гога, Уинслоу Хомера (США). И без туманных намёков и темных символов картины этих мастеров становятся символом изнурительного существования представителей народа, тяжелой сельской жизни вообще, на истинное воспроизведение которой нечасто могло осмелиться искусство всего XIX века из-за господствующих позиций академизма, салонного искусства, из-за прочной официальной поддержки поверхностного буржуазного искусства.

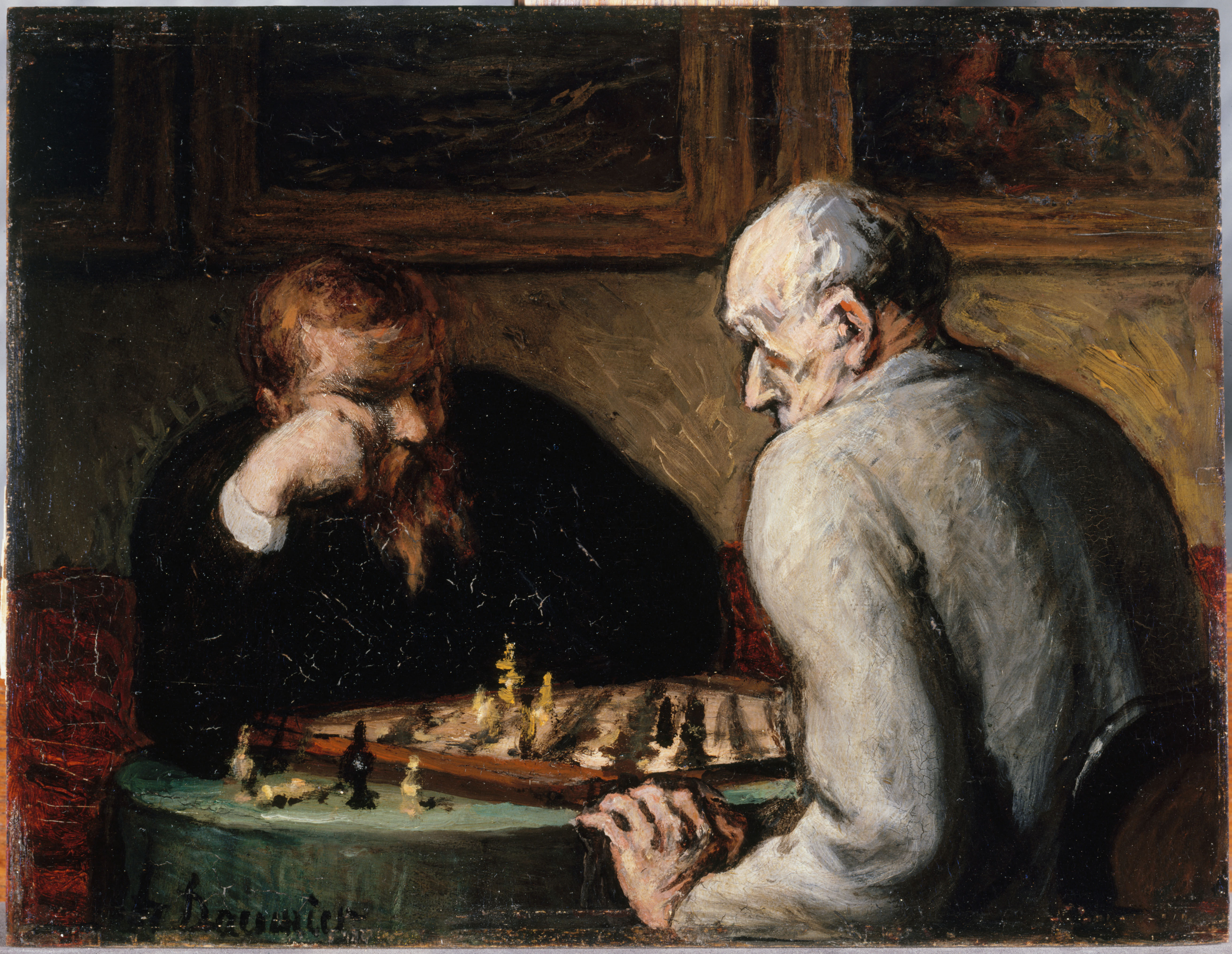
Оноре Домье. «Шахматисты»
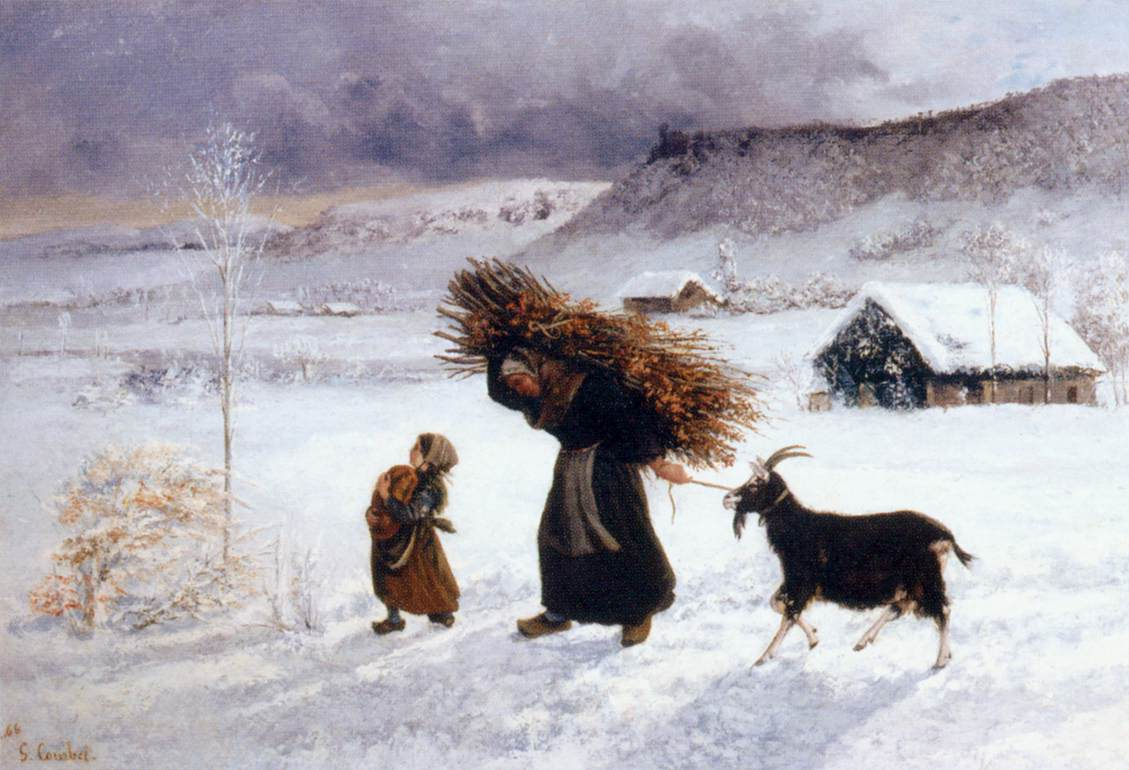
Гюстав Курбе, «Бедная крестьянка зимой»
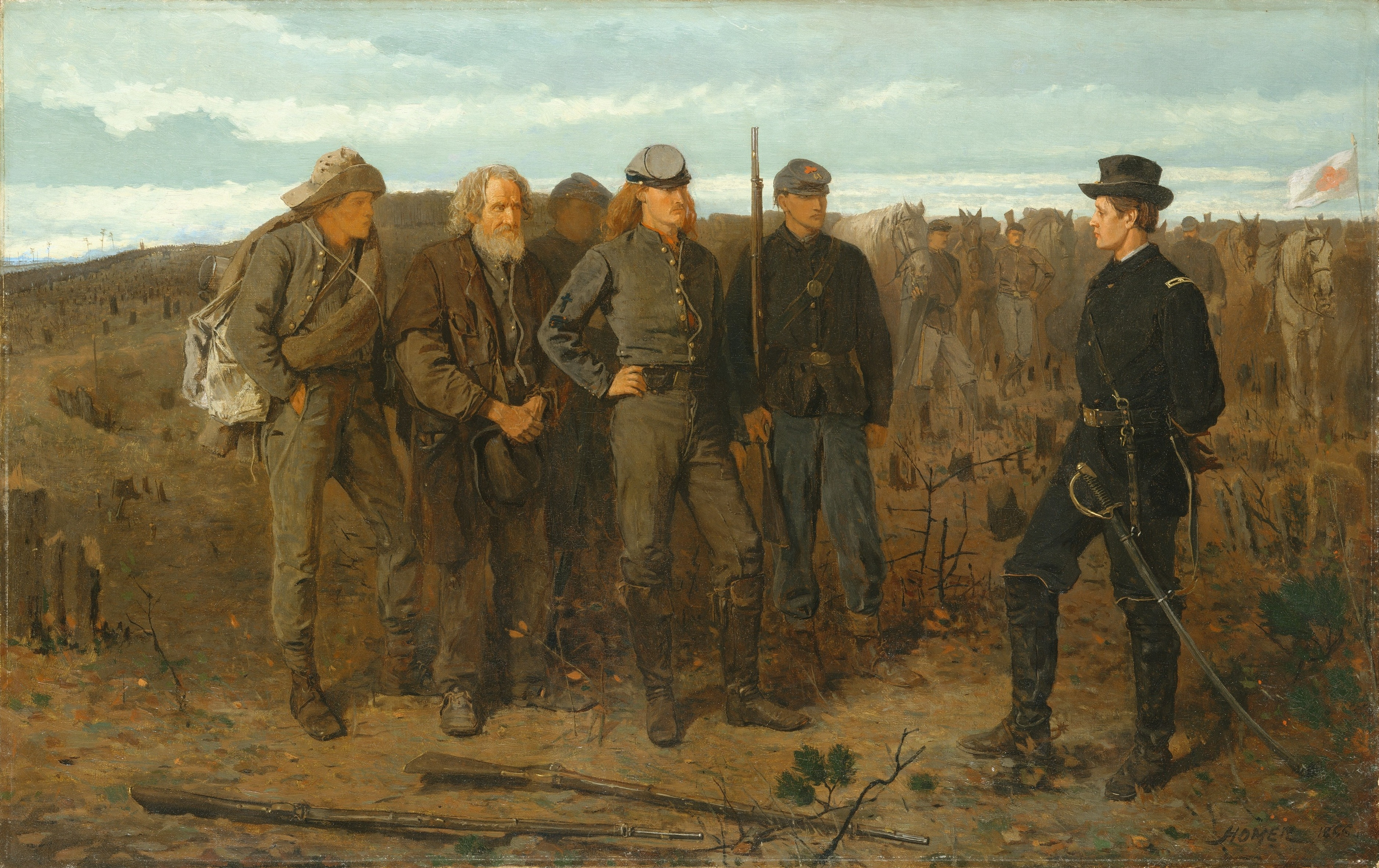
Уинслоу Хомер, Пленные на фронте
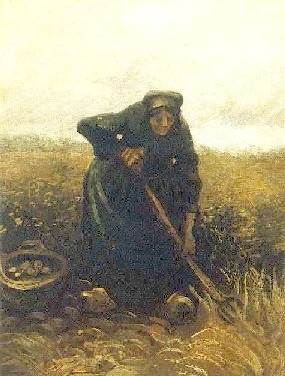
Винсент ван Гог, «Крестьянка копает картошку»
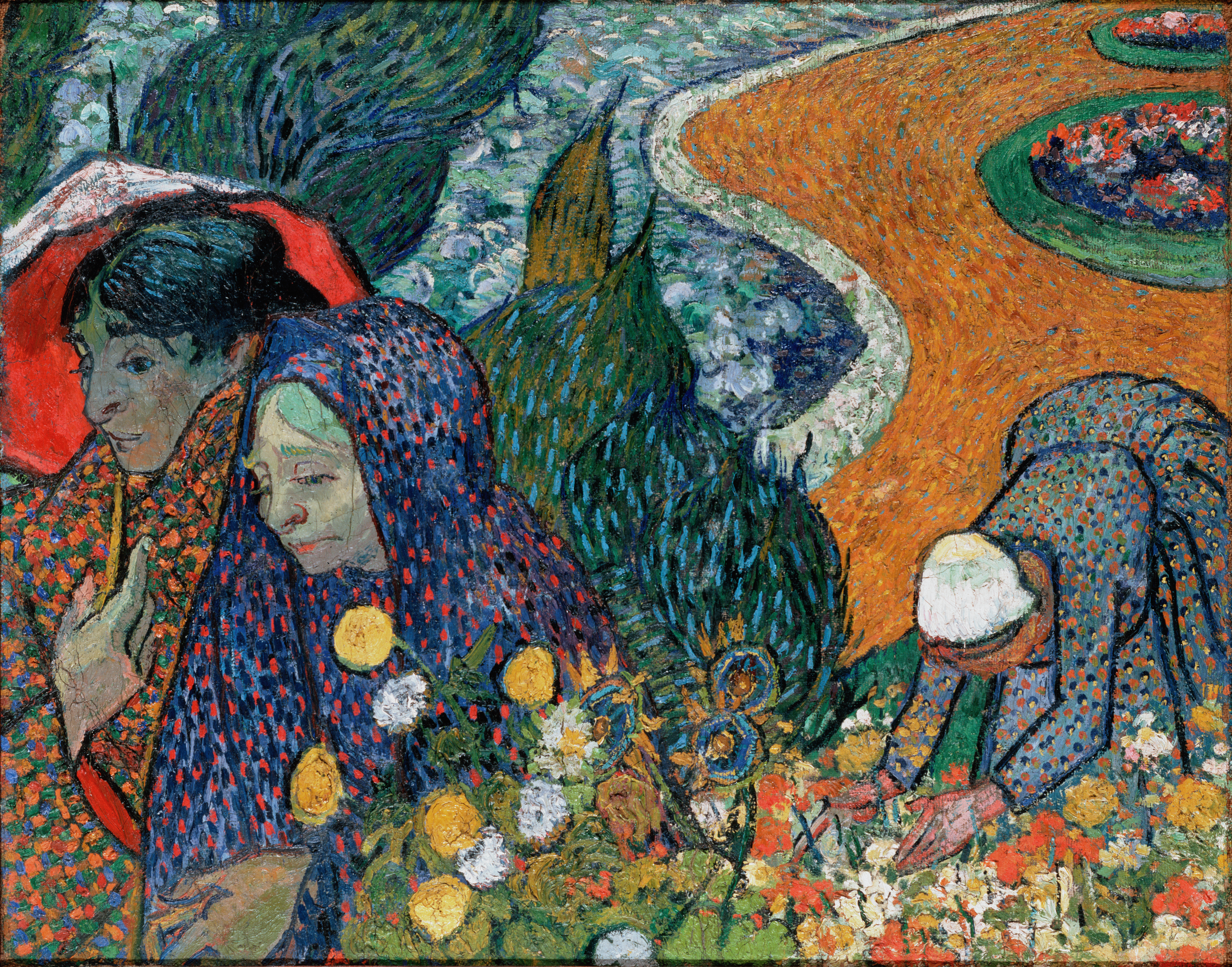
Винсент ван Гог, "Воспоминание о саде в Эттене"
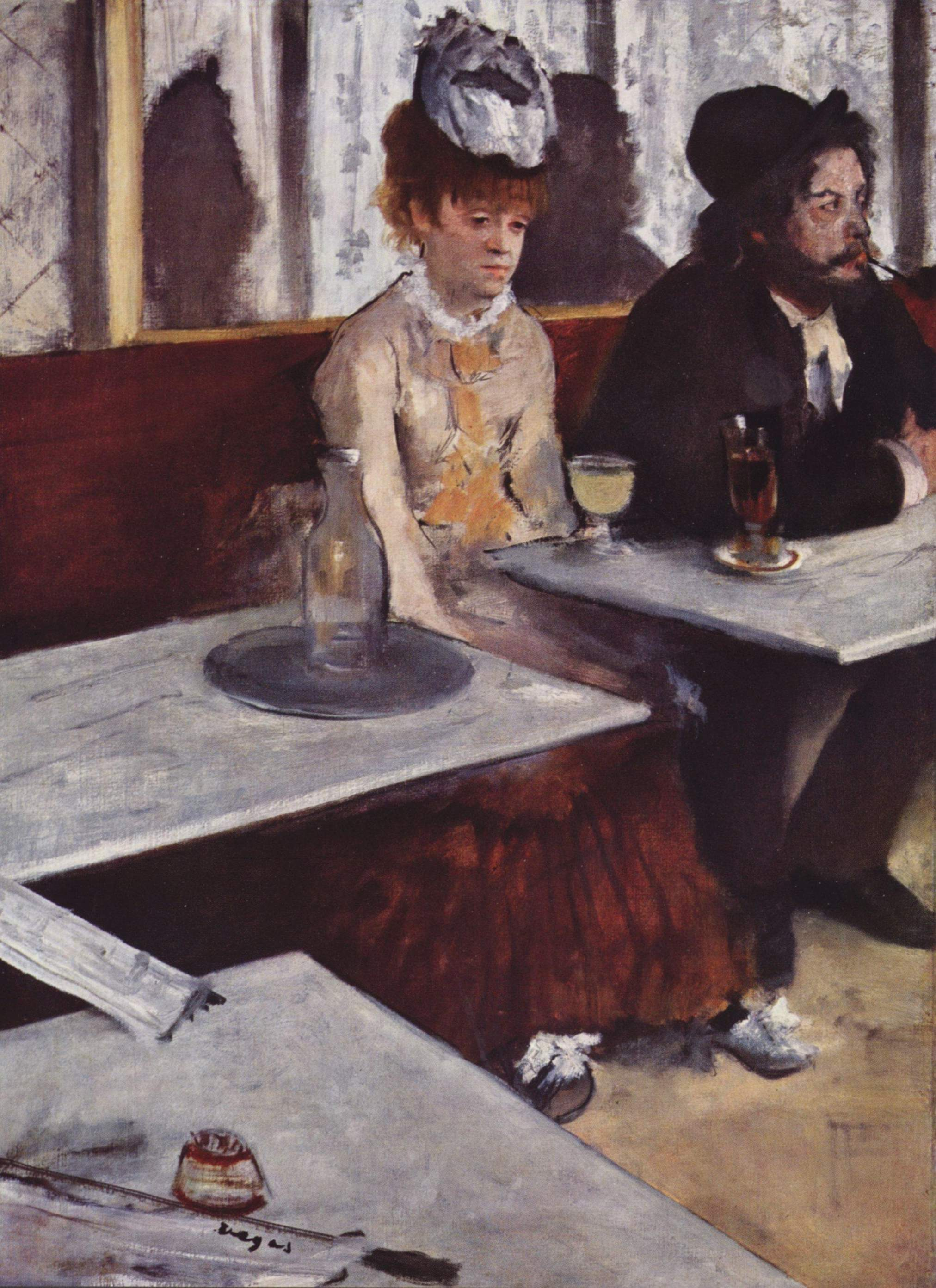
Эдгар Дега, Абсент
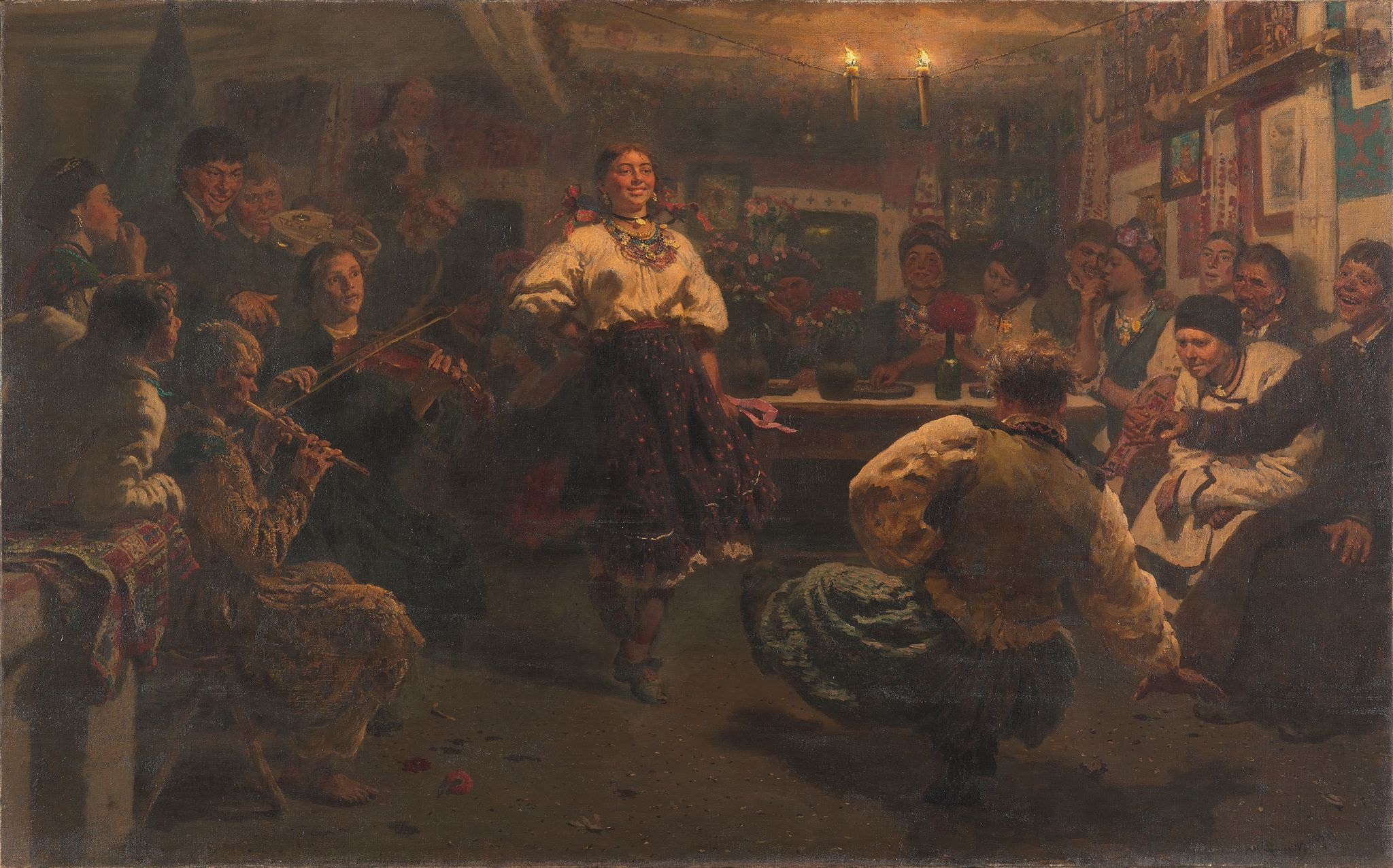
Илья Репин, Вечерницы, Третьяковская галерея
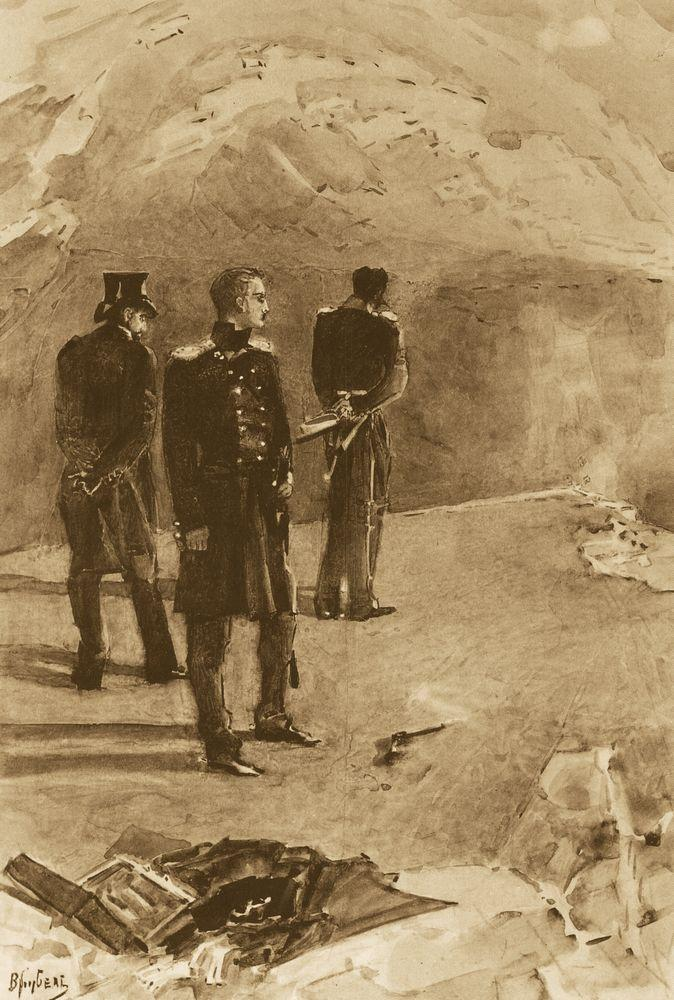
Врубель, «Дуэль Печорина с Грушницким», иллюстрация к повести «Герой нашего времени».
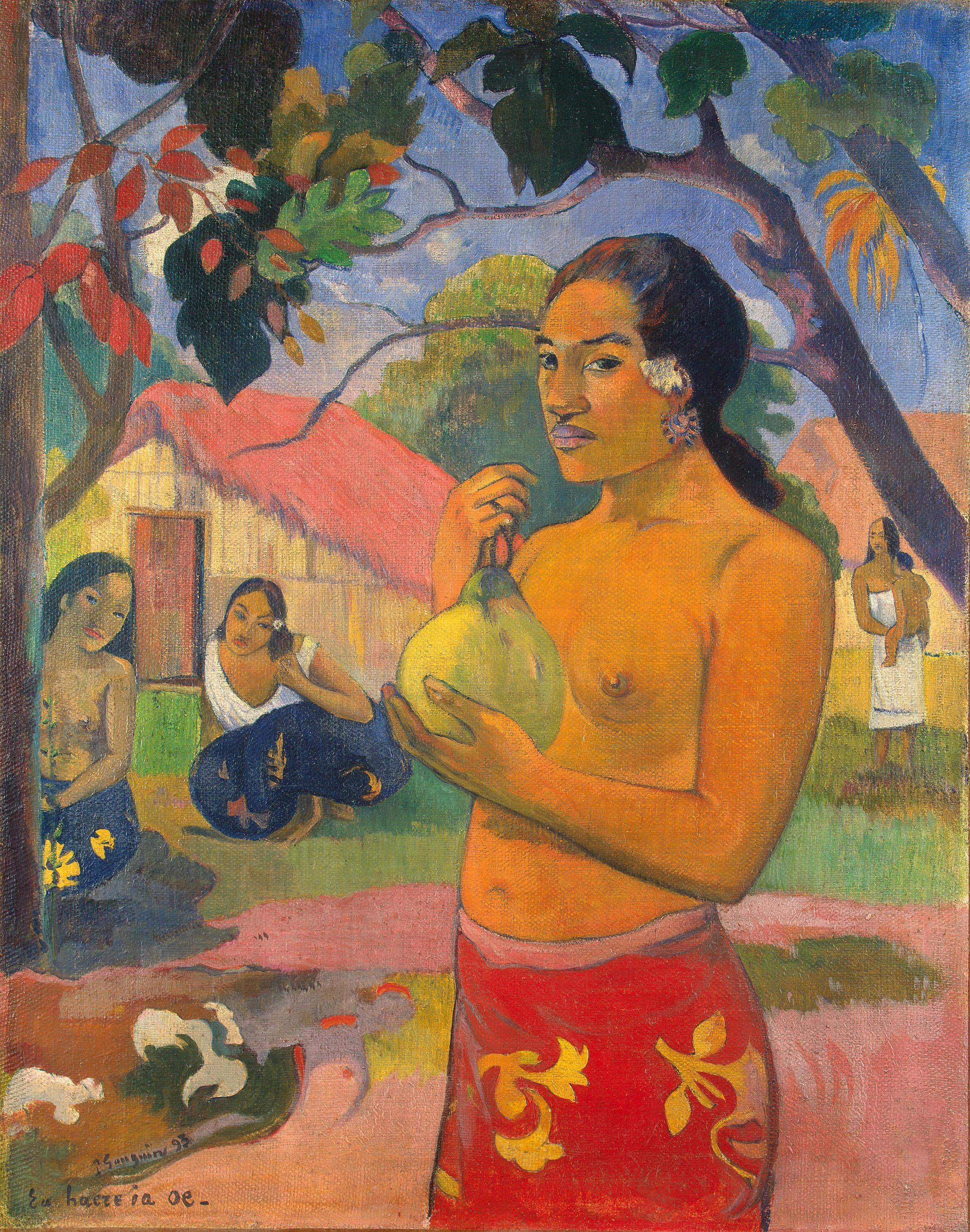
Поль Гоген, «Женщина с тропическим фруктом».
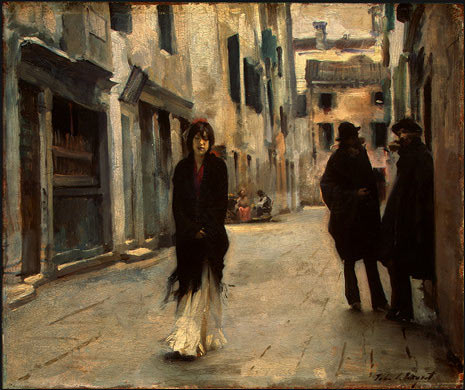
Джон Сингер Сарджент, Улица в Венеции, 1882 г.
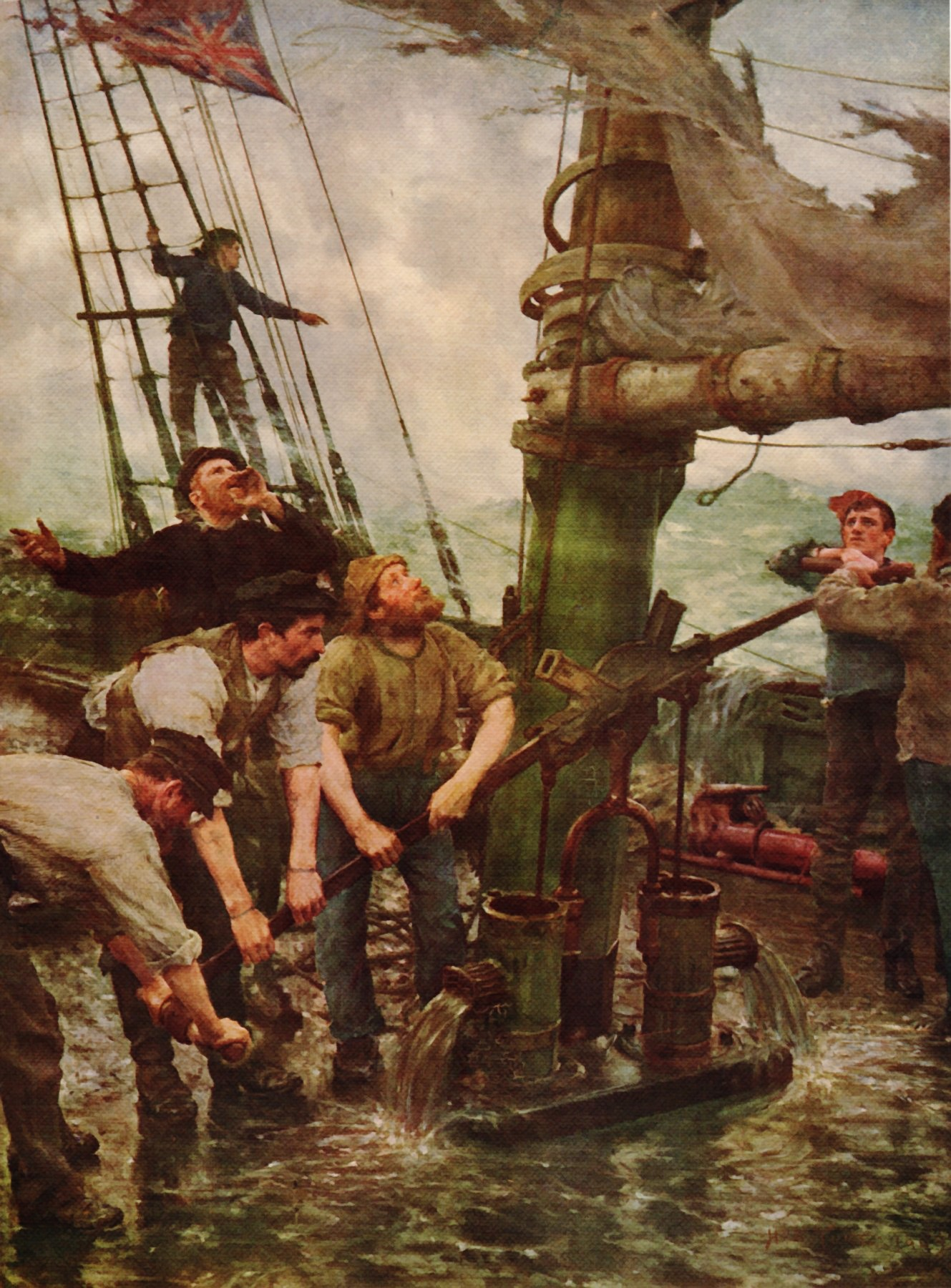
Генри Скотт Тьюк, «Все на помпу!», 1888 г.
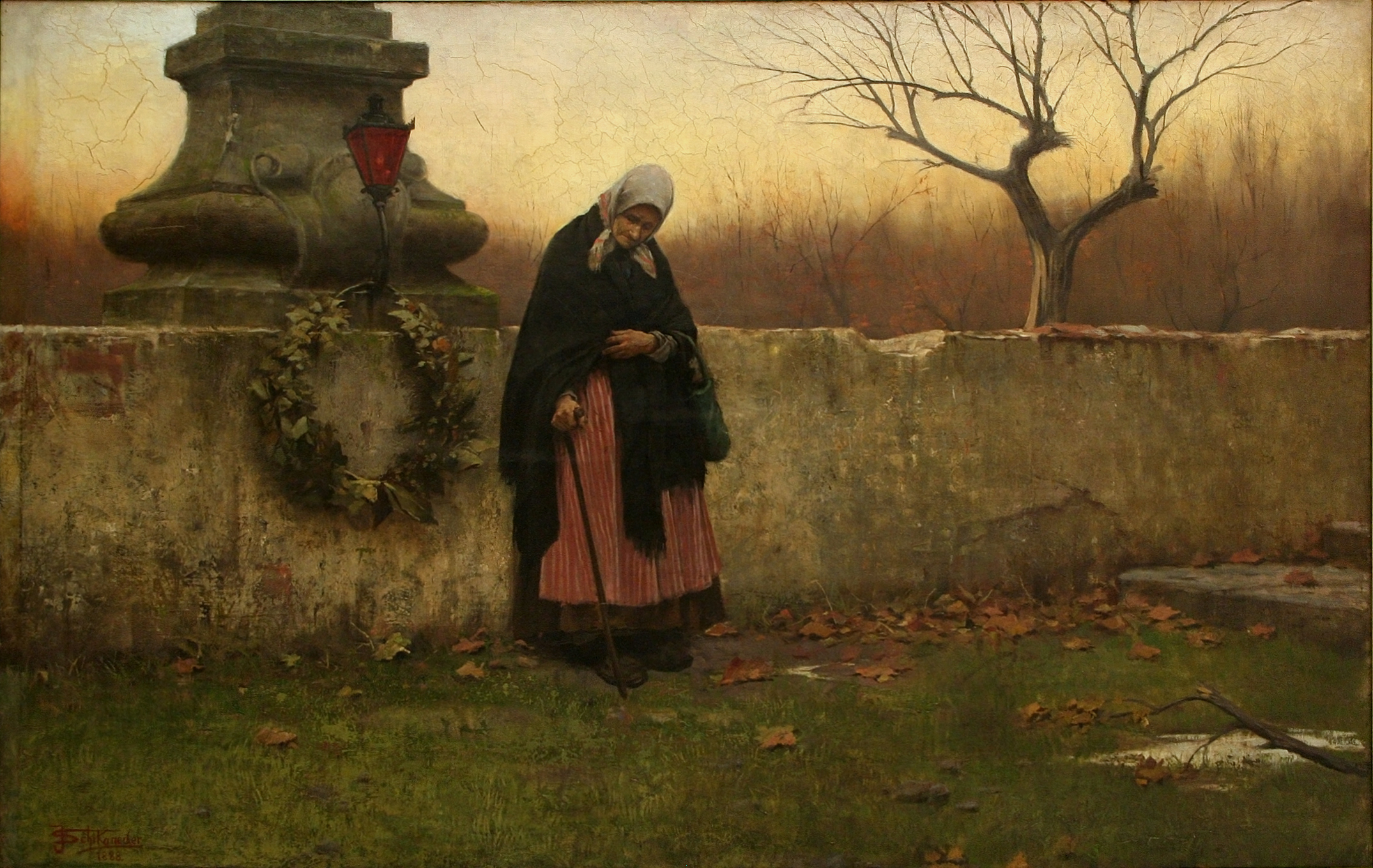
Якуб Шиканедер, «День Всех святых», 1888 г.
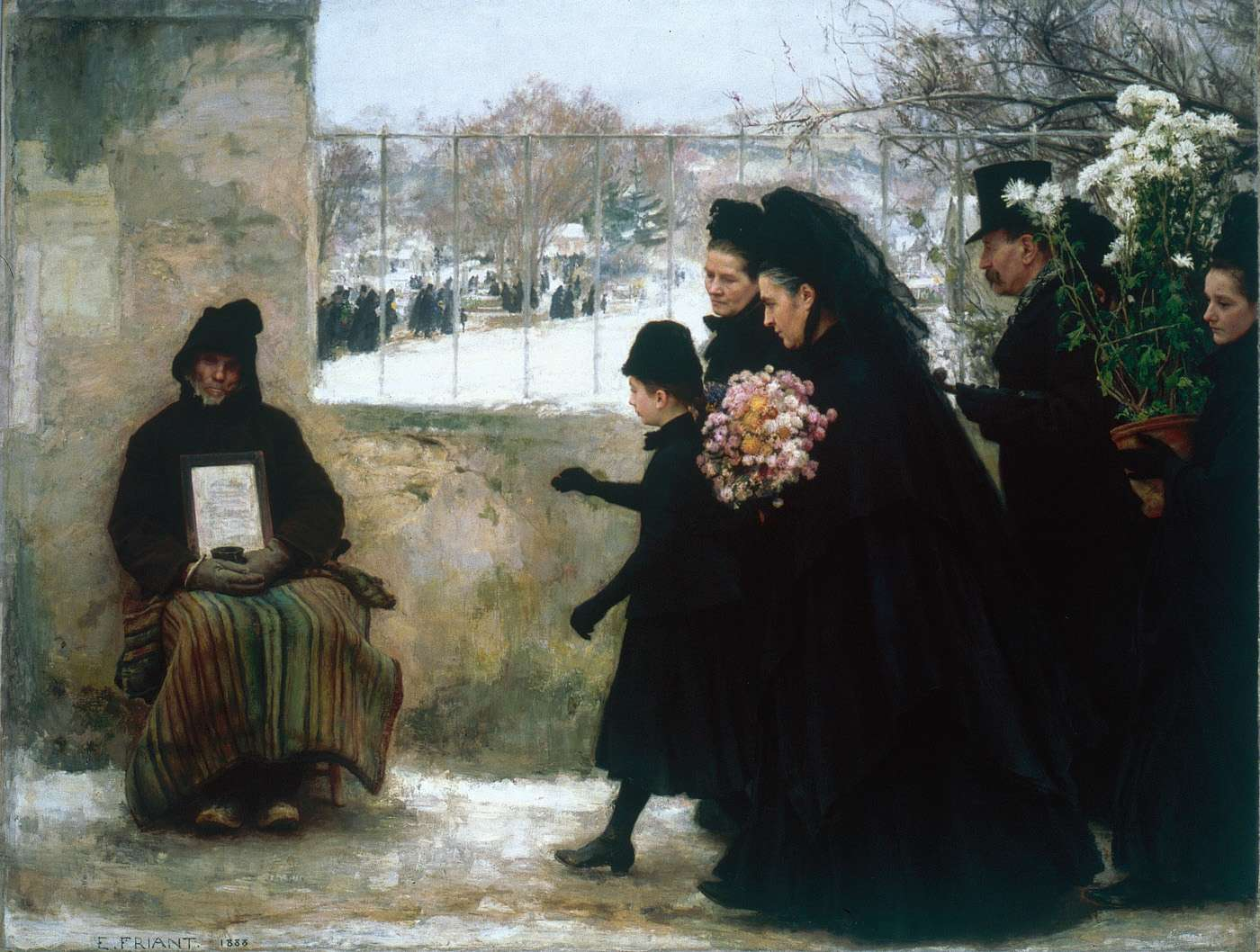
Эмиль Фриан, «День Всех святых» (Посещение кладбища), 1888 г.

## XX век

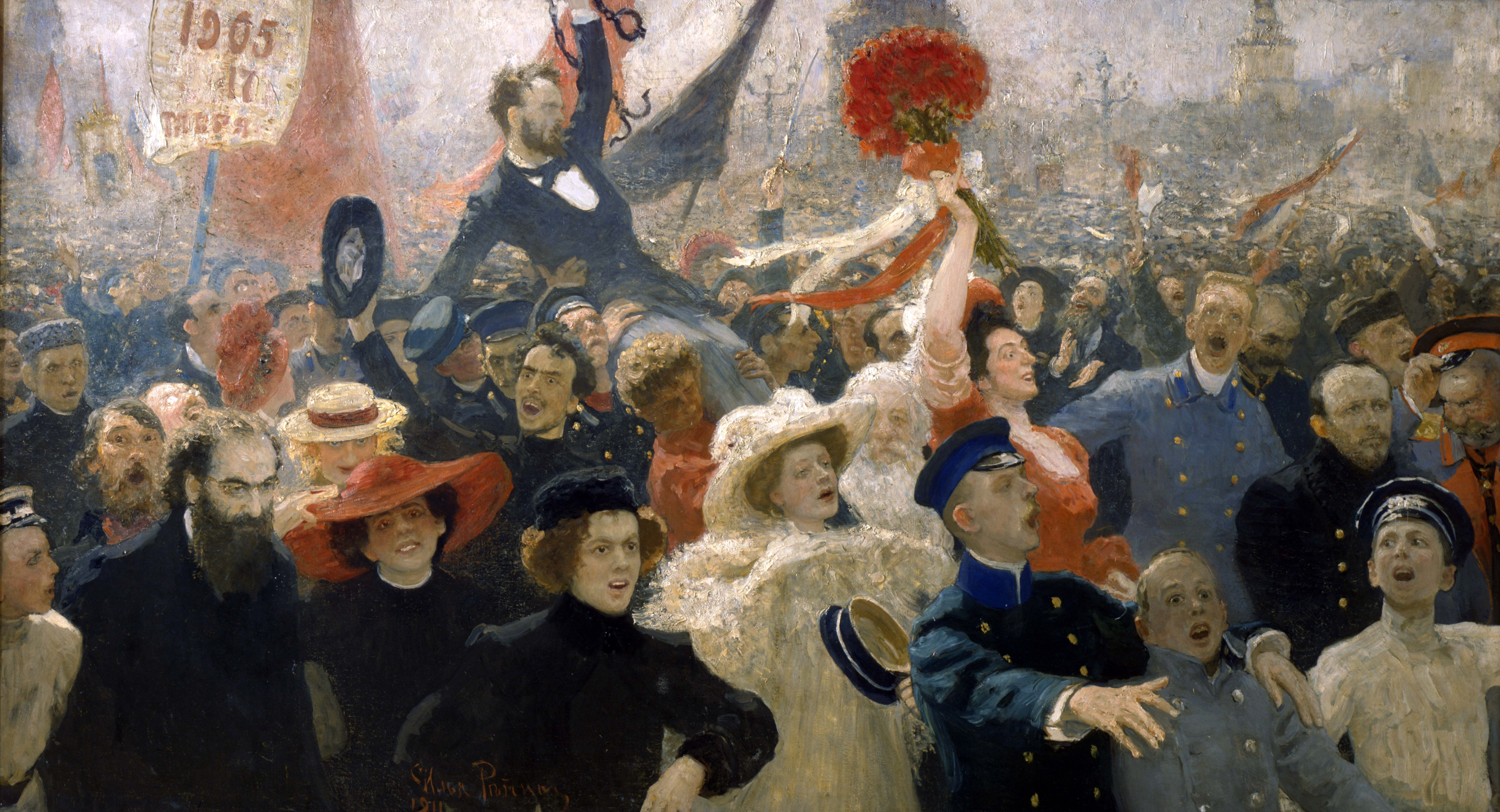
Худ. Илья Репин, «Демонстрация 17 октября 1905 года».

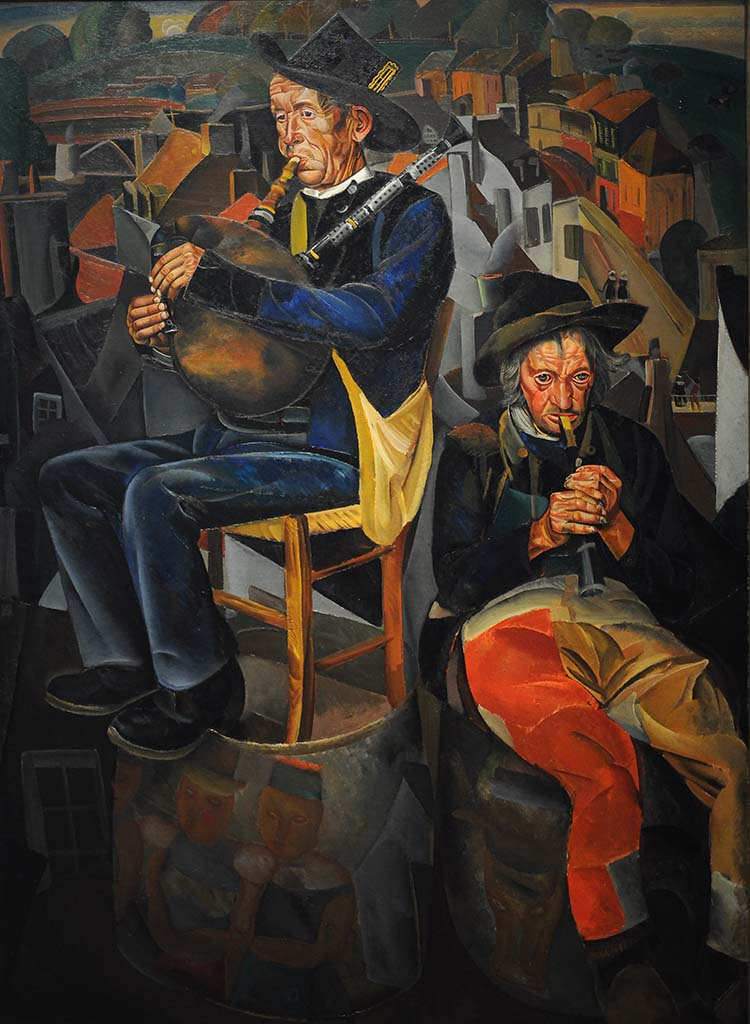
Худ. Борис Григорьев, «Два музыканта»

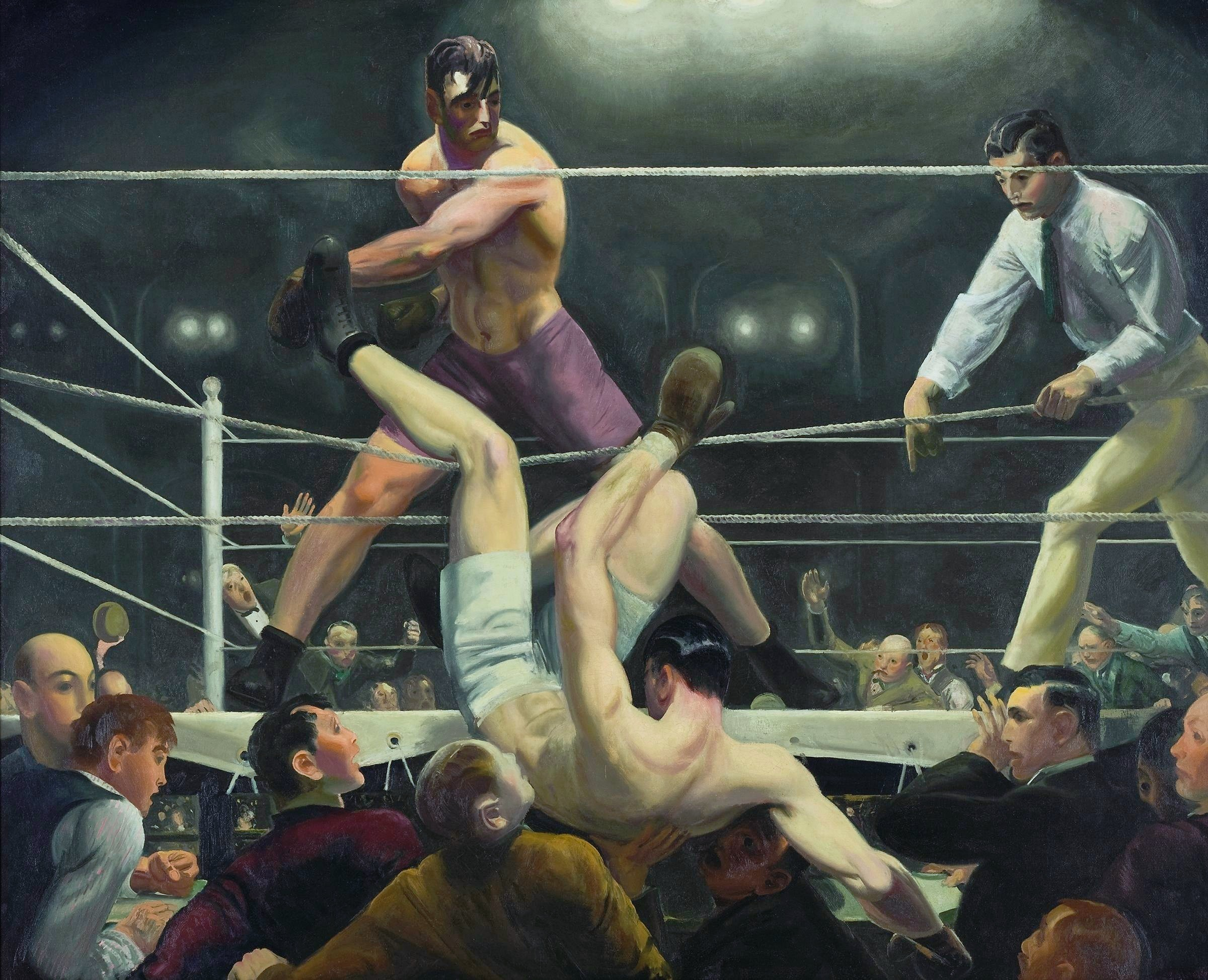
Джордж Беллоуз. «Поединок Демпси и Фирпо».

Значительное обострение социальных проблем и противоречий во всех областях жизни в XX в., войны, революции, социальное размежевание, национально-освободительные движения, промышленные и научные революции, взрывное развитие техники, урбанизация — все это решительно меняло быт миллионов людей, придавало ему импульсивность, нестабильность. Чрезвычайно выросли бездуховность, растерянность людей перед сиюминутными изменениями, опасностью от политических режимов, перед дегуманизацией науки, неопределенностью собственного будущего. Откликнулся на эти изменения и бытовой жанр, художники которого взялись анализировать и исследовать все закоулки личной и общественной жизни, его недостатки, страдания обычного человека из толпы, её одиночество, надежды, сопротивление, готовность к борьбе ради защиты себя и детей. Среди мастеров бытового жанра XX века:
- Пабло Пикассо
- Игнасио Сулоага
- Борис Кустодиев
- Джордж Беллоуз
- Рокуэлл Кент
- Пластов, Аркадий Александрович
- Мурашко, Александр Александрович
- Серебрякова, Зинаида Евгеньевна
- Григорьев, Борис Дмитриевич
- Норман Роквелл
- Жилинский, Дмитрий Дмитриевич
- Ренато Гуттузо
- Эндрю Уайет
- Коржев, Гелий Михайлович
- Диего Ривера
- Арнаутов, Виктор Михайлович
- Тутунджан, Джанна Таджатовна
- Попков, Виктор Ефимович
- Горская, Алла Александровна